# Eugène Grasset
Pour les articles homonymes, voir Grasset.
Ne doit pas être confondu avec Eugène de Grasset.
Eugène Grasset, né à Lausanne le 25 mai 1845 et mort le 23 octobre 1917 à Sceaux, est un graveur, affichiste, décorateur et architecte français d'origine suisse, représentatif de l'Art nouveau. Il exerce son talent dans tous les domaines des arts décoratifs : architecture, décoration, illustration, graphisme, mobilier, bijouterie, vitrail...

## Biographie
Né d'un père ébéniste, décorateur et sculpteur, Eugène Grasset étudie le dessin de 1859 à 1863 avec François Bocion, puis l'architecture au Polytechnicum de Zurich. Il a une sœur Louise Grasset, qui vit toute sa vie à Lausanne.
À la fin de ses études, en 1866, il visite l'Égypte, dont on retrouve l'inspiration dans ses œuvres ultérieures. Il est aussi un admirateur de l'art japonais, qui influence nombre de ses œuvres à partir de 1871.

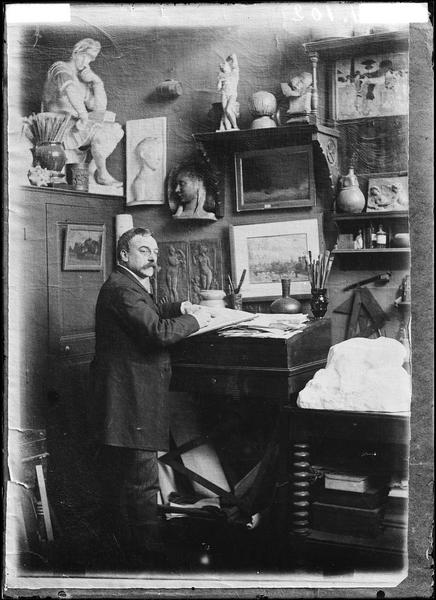
Eugène Grasset dans son atelier de la Cité fleurie (1890-1900).

Il s'installe à Paris en 1871, où il passe tout le reste de sa carrière artistique. À partir des années 1890, son atelier se trouve à la Cité fleurie, boulevard Arago, qu'il occupe jusqu'à sa mort.
Il épouse, à une date inconnue, Euphrasie Charlotte Charrotton (née à Gibraltar le 15 avril 1848 et décédée à Sceaux le 3 mars 1926), avec qui il vit depuis son arrivée à Paris.
Il obtient la nationalité française par un décret daté du 22 juin 1891.
Il est nommé chevalier de la Légion d'honneur en 1895, et promu officier de cet ordre en 1911.
À partir de 1900, il habite à Sceaux où il loue l'ancienne maison d'Eugène Curie, père de Pierre Curie, située rue des Sablons, rebaptisée rue Pierre-Curie en 1907. Il y décède le 23 octobre 1917.
Dans son testament daté de 1904, il désigne comme exécuteur testamentaire son ami le maître-verrier Félix Gaudin et le charge d'organiser la dispersion de sa collection (estampes japonaises, vases grecs, statuettes Tanagra, antiquités du Moyen Âge...) et de son fonds d'atelier, ce qui est fait en mars 1918, lors de quatre ventes à l'hôtel Drouot.
Eugène Grasset est inhumé au cimetière de Sceaux dans une concession décennale le 26 octobre 1917. Il est probable que la concession ait été reprise au bout de dix ans et que son corps ait été transféré dans l'ossuaire des concessions temporaires.

## Parcours artistique

### Peintre, sculpteur et décorateur
Eugène Grasset commence sa carrière comme peintre, dessinateur d'aquarelles et sculpteur. En 1869 et 1870, il travaille à la décoration du théâtre de Lausanne.
Puis à Paris, il fournit des modèles pour des fabriques de fournitures, de tapisseries, de céramiques et de joaillerie, où il acquiert vite une bonne réputation.
Il découvre les travaux de Viollet-le-Duc qui exercent sur lui une grande influence.

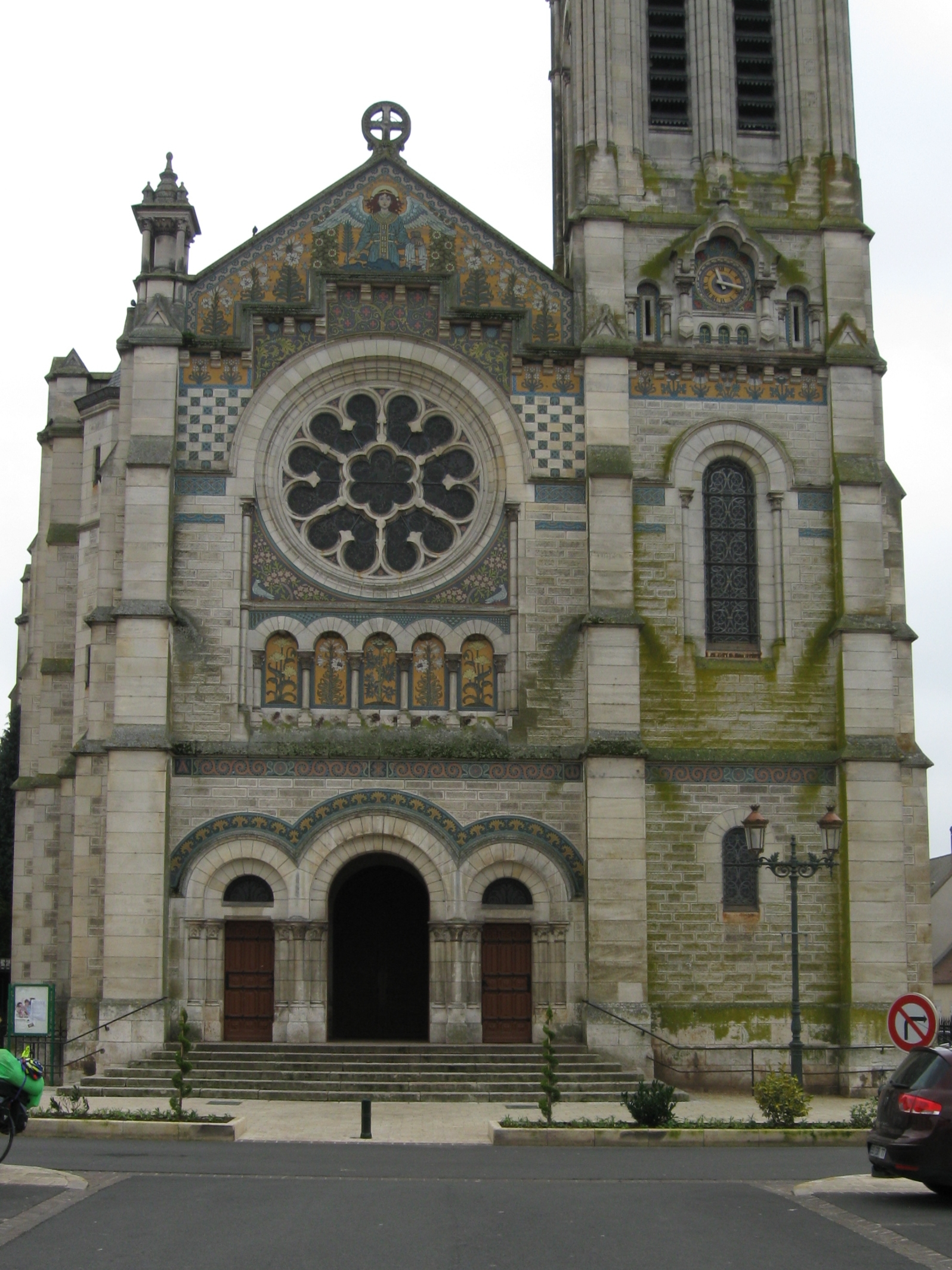
Façade en mosaïques de l'église Saint-Étienne de Briare.

En 1880, son ami Charles Gillot le charge de concevoir la décoration et l’ameublement des pièces principales de son hôtel de la rue Madame à Paris, aujourd'hui conservés au musée des Arts décoratifs de la capitale. Celui-ci, qui a réorganisé ses locaux en 2018, consacre un espace spécifique du parcours de visite à « Une salle à manger par Eugène Grasset, 1880 ». Pour cette commande l'ébéniste Fulgraff à réalisé, sous la surveillance de Grasset, un buffet pour la salle à manger — en chêne et noyer sculptés, orné d'animaux fantastiques et de personnages de l'art populaire — et un lit (aujourd'hui disparu). La commande comprend aussi une cheminée monumentale.
Il dessine des cartons pour des vitraux :
- l'église Saint-Étienne de Briare ;
- La Vie de saint Joseph, dans l'église de la Madeleine de Troyes en 1894 ;
- le Saint Hubert, à Lyon ;
- Saint Michel, Jeanne d'Arc, La Musique, Le Printemps et L'Automne à Châlons ;
- des projets non réalisés pour la cathédrale Sainte-Croix d'Orléans ;
- les vitraux du temple du village de L'Abergement, canton de Vaud (Suisse).

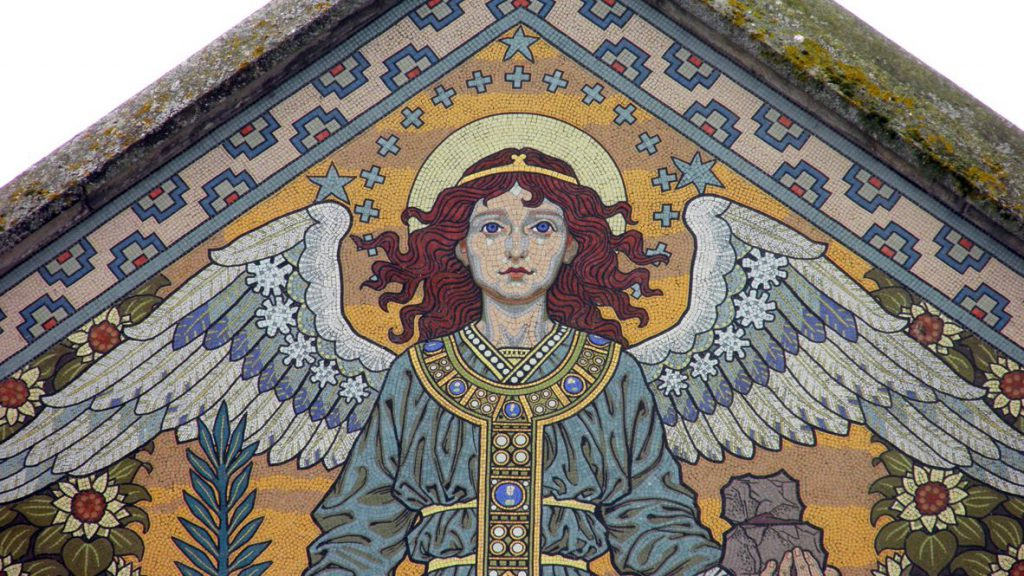
Fronton de l’église Saint-Étienne de Briare, par Eugène Grasset, 1890.

Pour la réalisation de ces vitraux, il collabore avec son ami, Félix Gaudin, à partir de 1887 et jusqu'à sa mort, en 1917.
En 1894, il crée la mosaïque La Mosaïste, en émaux de Briare, conservée au musée de la mosaïque et des émaux de Briare.
Par ailleurs, la quasi-totalité des sols de l'église Saint-Étienne de Briare sont des mosaïques produites à partir des cartons de Grasset, en 1895.
De nombreuses mosaïques ornent les différentes façades extérieures de l'édifice, mosaïques fournies par Jean-Félix Bapterosses et exécutées par les ouvriers de la manufacture de Briare.
Il crée aussi des papiers peints et des tapisseries (La Marseillaise, ou encore Fête de printemps présentée à l'Exposition universelle de Paris en 1900 et librement adaptée par Otto Alfred Briffod dans le hall de l'immeuble résidentiel « La France » [av. de Rumine 53] à Lausanne).
Pour l'architecte de la Samaritaine Frantz Jourdain, il produit des décorations en lave émaillée de la façade de La Samaritaine.
En 1905, Grasset conçoit pour Marcelle Seure, fille de Charles Gillot, une salle à manger en noyer composée d'une grande table, de six chaises, d'un buffet, d'une desserte et de deux consoles d'applique.

### Illustrateur

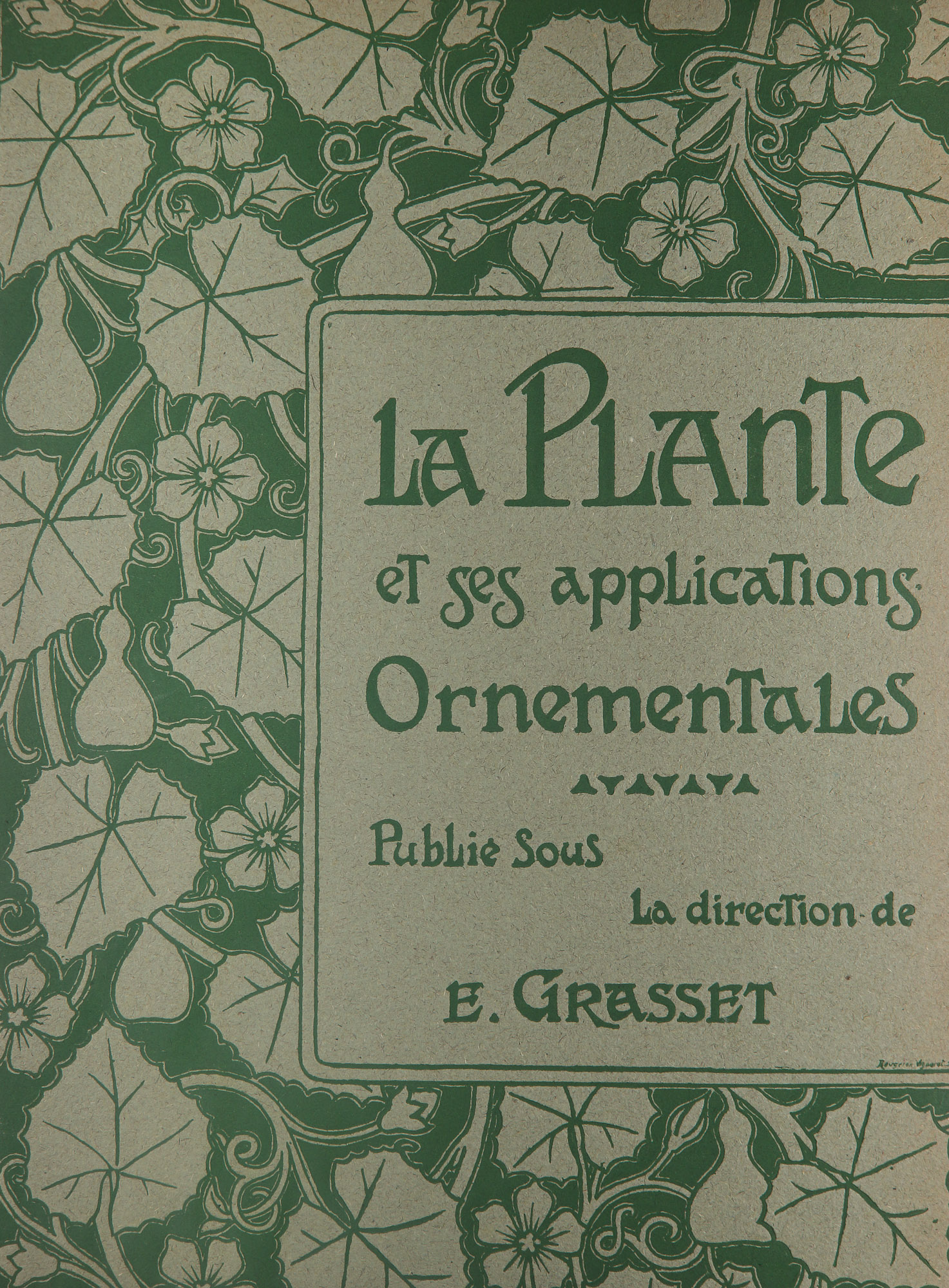
La Plante et ses applications ornementales, publié en 1896

Mais c'est surtout pour son activité d'illustrateur que Grasset est resté célèbre.

#### Estampes
À partir de 1877, il réalise des estampes pour illustrer des ouvrages comme :
- Les Fêtes chrétiennes (1880, pour l'abbé Drioux),
- Histoire des Quatre Fils Aymon, très nobles et très vaillants chevaliers (1883),
- Le Petit Nab (1883),
- La Plante et ses applications ornementales (1896)[14],
- Nouveau Larousse illustré (1897),
- Le Procurateur de Judée (1900, éd. Édouard Pelletan),
- L'Almanach du bibliophile pour l’année 1901 (Édouard Pelletan),
- Méthode de composition ornementale (1905, Librairie centrale des Beaux-Arts),
- Petit Larousse illustré (1905),
- Le Larousse pour tous (1910).

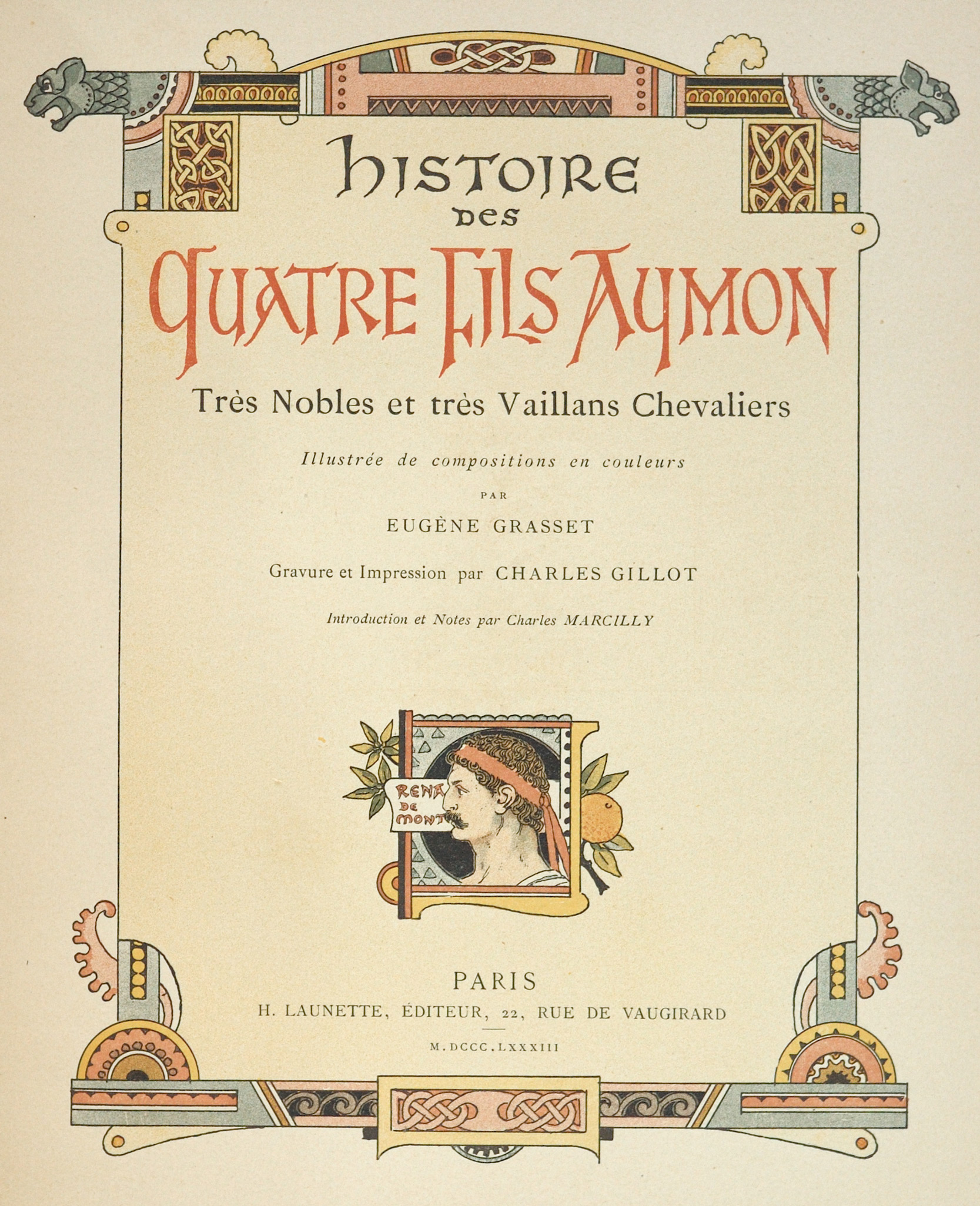
Histoire des Quatre Fils Aymon illustrée par Eugène Grasset, 1883

Grasset est membre et/ou collaborateur de plusieurs revues, pour lesquelles il réalise de nombreuses illustrations :
- Paris illustré (1883-1886)
- Art & Décoration ;
- L'Estampe et l'Affiche ;
- Les Maîtres de l'affiche ;
- Ver Sacrum (un parmi les 49 membres non-autrichiens).

Il est très lié à l'imprimeur Gustave de Malherbe, avec qui il collabore pour la production de nombreuses estampes et affiches.
Grasset dessine l'enseigne du cabaret Le Chat noir, la silhouette d'un chat sur un soleil d'or se prélassant entre deux colossales lanternes de fer forgé, tandis qu'à l’intérieur il dessine la cheminée et des lustres.

#### Logo de Larousse

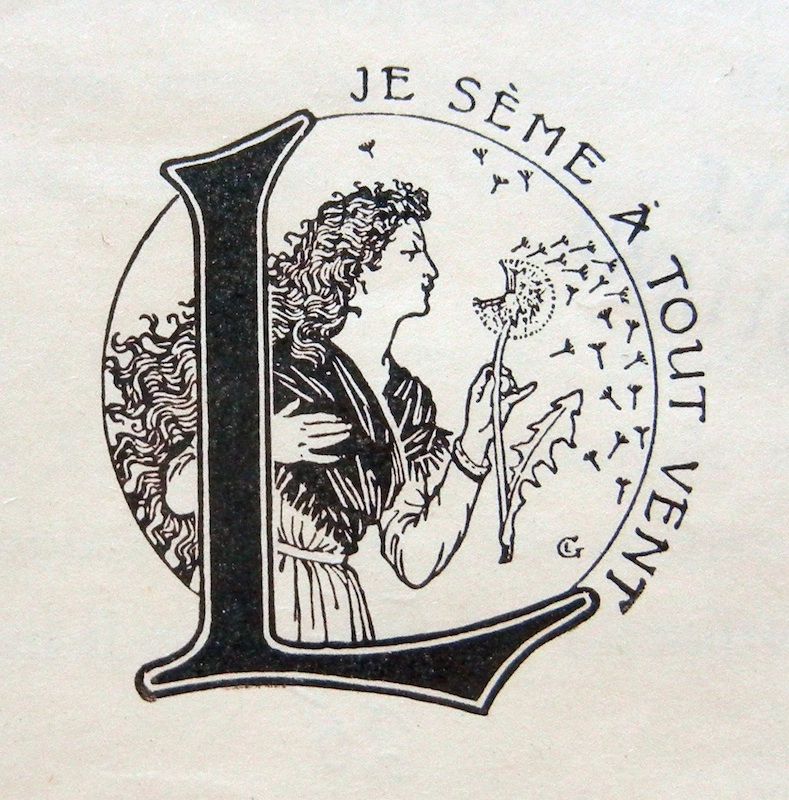
Logotype de Larousse par E. Grasset.

En 1890, Grasset modifie le logotype imaginé en 1876 par Émile-Auguste Reiber pour le dictionnaire Larousse, où figuraient des pieds de pissenlit : deux en fleur et, déjà, un avec des aigrettes dont est représentée la dispersion, illustrant la devise accompagnatrice : « Je sème à tout vent ».

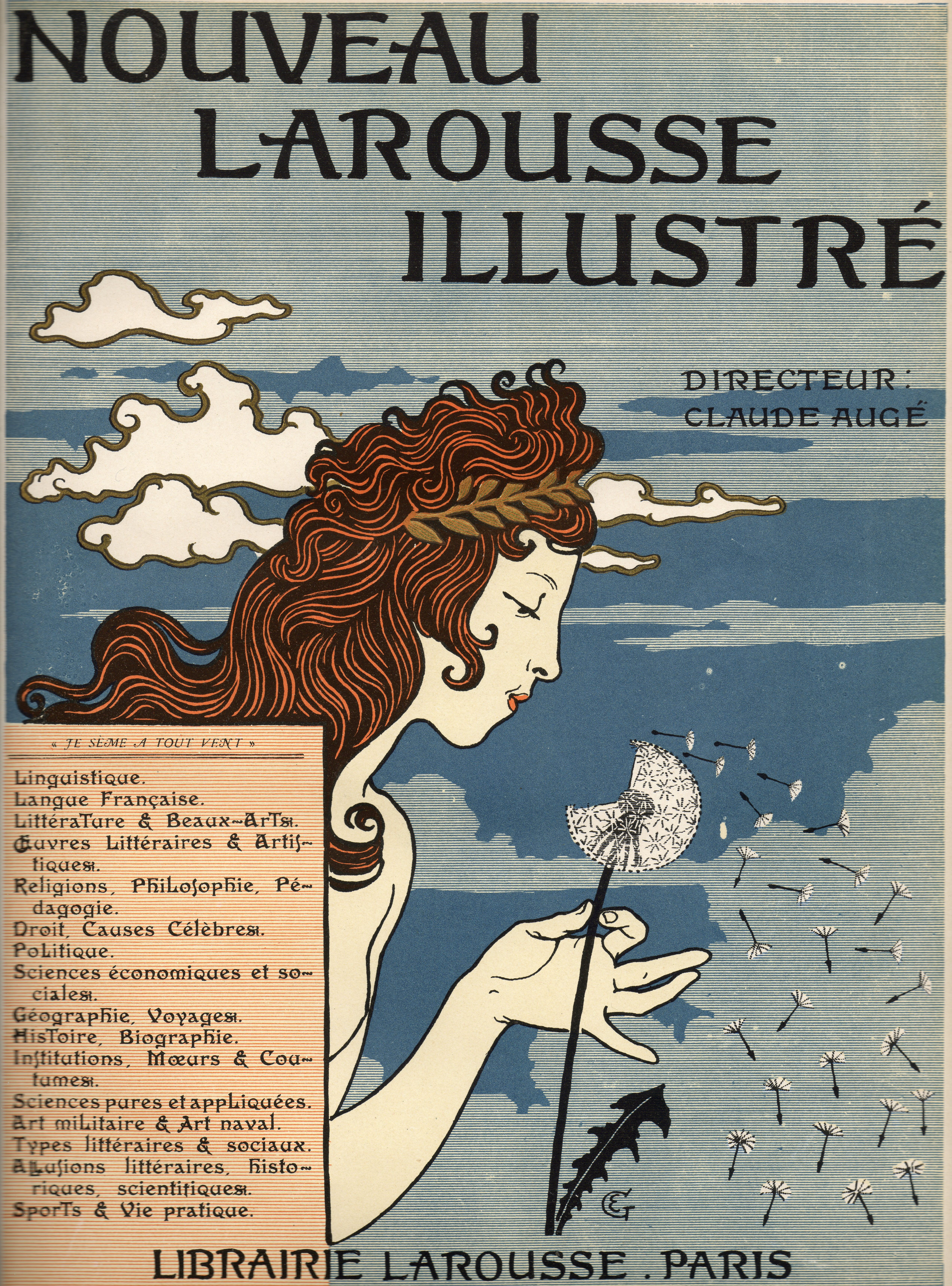
Couverture du Nouveau Larousse illustré 1897

La version de Grasset, sur une idée de Georges Moreau, cofondateur de Larousse, y ajoute une nymphe (souvent nommée « semeuse » dans les sources) : la main droite sur le cœur, elle tient de la main gauche une unique tige de pissenlit dont elle souffle les aigrettes qui s'envolent.
Il réalise la couverture, le frontispice et les lettrines du Nouveau Larousse illustré dont la parution des sept volumes débute en 1897 et se poursuit jusqu’en 1904.
La version de Grasset figure sur la plupart des ouvrages des éditions Larousse de 1890 à 1952 environ.
Le logo reparaîtra dans les années 1970.

#### Autres couvertures de revues
Devenu mondialement célèbre, il est contacté par plusieurs publications américaines. Il est l'un des initiateurs de l'Art nouveau aux États-Unis.
En 1892, il réalise la couverture du numéro de Noël du Harper's Magazine.
En 1894, il crée la publicité The Wooly Horse, pour The Century Magazine.

#### Caractères d'imprimerie

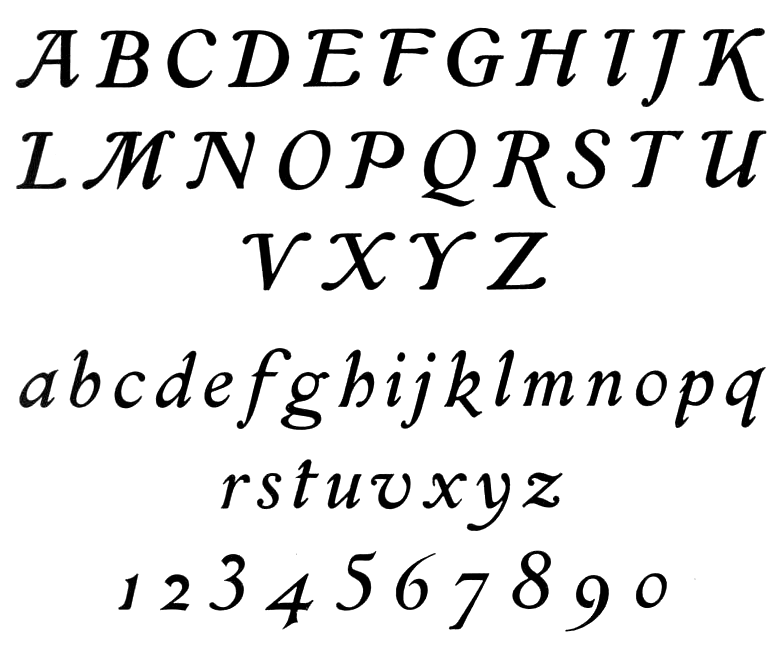
Caractères Grasset en italique

En 1898, pour la Fonderie G. Peignot et Fils, il crée le célèbre caractère d'imprimerie Grasset, qui est présenté lors de l'Exposition universelle de 1900 à Paris et utilisé sur ses affiches et ses posters.
Cette police typographique rencontre un énorme succès et symbolise l'esthétique Art nouveau.

#### Cartes postales et timbres
Il dessine également des cartes postales et des timbres-poste pour les administrations publiques suisse et française. Pour cette dernière, le « type Grasset » de timbre d'usage courant, projet à l'origine commandé pour remplacer le « type Sage » (Paix et Commerce), mais non adopté pour la France métropolitaine, sera finalement utilisé en 1904 en Indochine pour les timbres-poste et les entiers postaux (cartes postales, cartes-lettres et enveloppes).

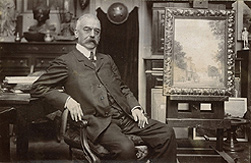
Eugène Grasset par Nadar, 1910.

## L'un des fondateurs du mouvement de l'Art nouveau
Eugène Grasset est cofondateur, avec Hector Guimard, de la Société des artistes décorateurs.
Avec René Lalique, il cofonde la Société de l'art décoratif français.
Il fonde également la Société internationale de l'art populaire aux côtés d'Henri Cazalis, (Jean Caselli/Jean Lahor), René Lalique, Émile Gallé, Alphonse Mucha et Victor Horta,
Membre de la Société nationale des beaux-arts, il est élu membre permanent du jury de l'Union centrale des arts décoratifs.
Grasset est le premier en France à concrétiser vers 1880 les préceptes d'une revalorisation esthétique du quotidien. Il est l'un des pionniers de l'Art nouveau et il tire son style directement des Dictionnaire de Viollet le Duc.
Le 11 avril 1897, Eugène Grasset donne une conférence intitulée « L'art nouveau » à l'Union centrale des arts decoratifs où il appelle ses contemporains à éviter l'imitation simple et critique fortement les industries d'art qui reproduisent des modèles anciens mués principalement par la volonté de vendre des œuvres à une clientèle qui se sent confortée par les styles classiques, ce qui réduit les possibilités de création et d'invention. Dès lors, les artistes doivent, selon Grasset, chercher de nouveaux modèles. Or l'industrie telle qu'elle existe et qui introduit la spécialisation à outrance réduit les chances de développement d'un « art nouveau ». Cet art qui doit répondre aux nécessités contemporaines et user d'un « emploi raisonné de la matière ainsi qu'un usage des ornements tirés de la nature ».
C'est pourquoi Grasset souhaite un art qui soit beau, témoigne d'une impression de richesse tout en faisant l'économie d'une production trop coûteuse ; c'est donc dans l'industrie et avec l'aide de nouveaux moyens mécaniques à disposition que cet art peut se développer.

## Professeur des arts décoratifs
Son début en tant qu'enseignant fut à l’École de la rue Thévenot, à Paris (Syndicat des ouvriers bijoutiers) entre 1875 et 1877, avec un cours de principes généraux de décoration, suivi de cours épars dans l'atelier de vitraux de son ami, Félix Gaudin.
Il reprend cette activité avec un cours de dessin d'arts industriels et composition décorative, à l'École Guérin de la rue Vavin, de 1890 à 1903.
Puis il enseigne à l'École d’art graphique de la rue Madame, de 1903 à 1904, et enchaîne avec des cours à l'Académie de la Grande Chaumière, de 1904 à 1913.
Ensuite, il donne un cours d'histoire et de dessin de la lettre à l'École Estienne, jusqu'à sa mort.
Bon pédagogue apprécié de ses élèves, il a eu une influence importante sur la formation artistique et esthétique de nombreux artistes de la fin du XIXe siècle et du début du XXe siècle.

### Élèves
- Henri-Léon Badufle
- Jeanne Bellanger
- Paul Berthon
- Pierre Billard
- Georges Bourgeot
- Paul Allouard-Carny
- Jeanne Chapuis
- Berthe Chauvin
- André Eugène Costilhes
- Jeanne Delisle
- Jeanne Doucet
- Paul Follot
- Andhré des Gachons
- Jacques des Gachons
- Léon Gambey
- Jean Gaudin
- Marcelle Gaudin
- Léo Gausson
- Augusto Giacometti
- Louise-Marcelle Gillot-Seure
- Béatrice Guillaudin
- Louis Hasey
- Arsène Herbinier
- Emma Herwegh
- Ada Hervegh
- Maurice de Lambert
- Marc Leclerc (écrivain)
- Gustave Lorain
- Marc Mangin
- Marcelle Mangin
- Anna Martin
- Mathurin Méheut
- Juliette Milési
- Madeleine Mouset
- Isabelle Onslow
- Maurice Pillard
- Georges Pintemps
- Aline Poidevin
- Jeanne Poncet
- Henri Rapin
- Louis John Rhead
- Camille Gabriel Schlumberger
- Otto Ernst Schmidt
- Pierre Selmersheim
- Anthony Selmersheim
- Auguste Silice
- Olga Slom
- Eugène Vavasseur[21]
- Eliseu Visconti
- Philippe Wolfers
- Maurice Pillard Verneuil

## Œuvres
Eugène Grasset a tout au long de sa carrière artistique eu une production graphique très riche, voire prolifique.
Le musée d'Orsay possède ainsi une riche collection de dessins.

### Estampes et affiches

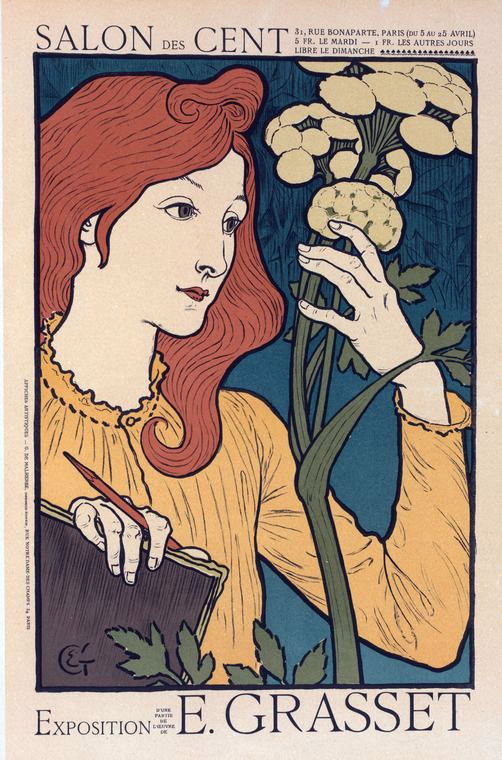
Exposition Eugène Grasset au Salon des Cent (1894).

- Les Fêtes de Paris Gala du théâtre de l'Opéra, 1885-1886
- Librairie romantique E. Monnier, 1887, éditions J. Bognard
- Théâtre national de l'Odéon, Saison 1890-1891, 1890
- Encre L. Marquet la meilleure de toutes les encres, 1892, imprimerie G. de Malherbe
- Chocolat Mexicain Masson Paris, 1892, imprimerie G. de Malherbe
- Exposition des artistes-décorateurs, Londres, Grafton Gallery, 1893, 1892
- La Valkyrie - poème et musique de Richard Wagner, 1893, éditions P. Schott
- Madrid International Exhibition of 1893-94, 1893
- Jeanne d'Arc - Sarah Bernhardt, 1894, deux versions
- Exposition Eugène Grasset, avril 1894, affiche du 2e Salon des Cent
- A New Life of Napoléon, 1897, pour The Century Magazine
- L'Andalousie au temps des Maures. Exposition de 1900, 1900
- La Morphinomane, 1897, pour le 2e album d'Ambroise Vollard
- Dix estampes décoratives, suite, 1897, imprimerie G. de Malherbe
- Exposition A. Falguière, sculpteur, 1897
- Dans les bois, 1897, pour L'Estampe moderne
- Cycles et automobiles marque Georges Richard, 1899
- Suite de panneaux décoratifs lithographiés, 1900, imprimeries Chaix et G. de Malherbe
- Imprimerie G. de Malherbe, 1902

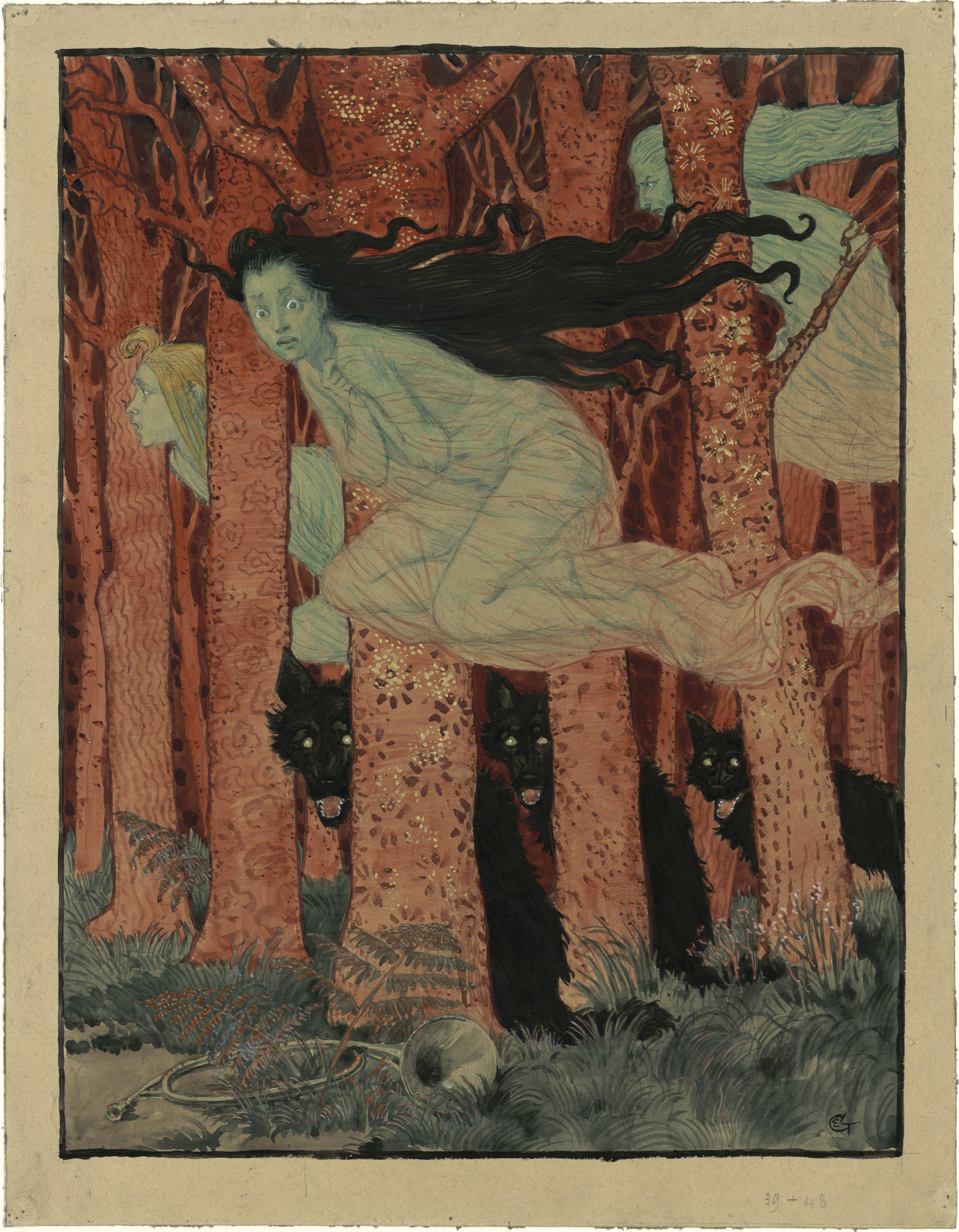
Trois femmes et trois loups (dessin, 1892).
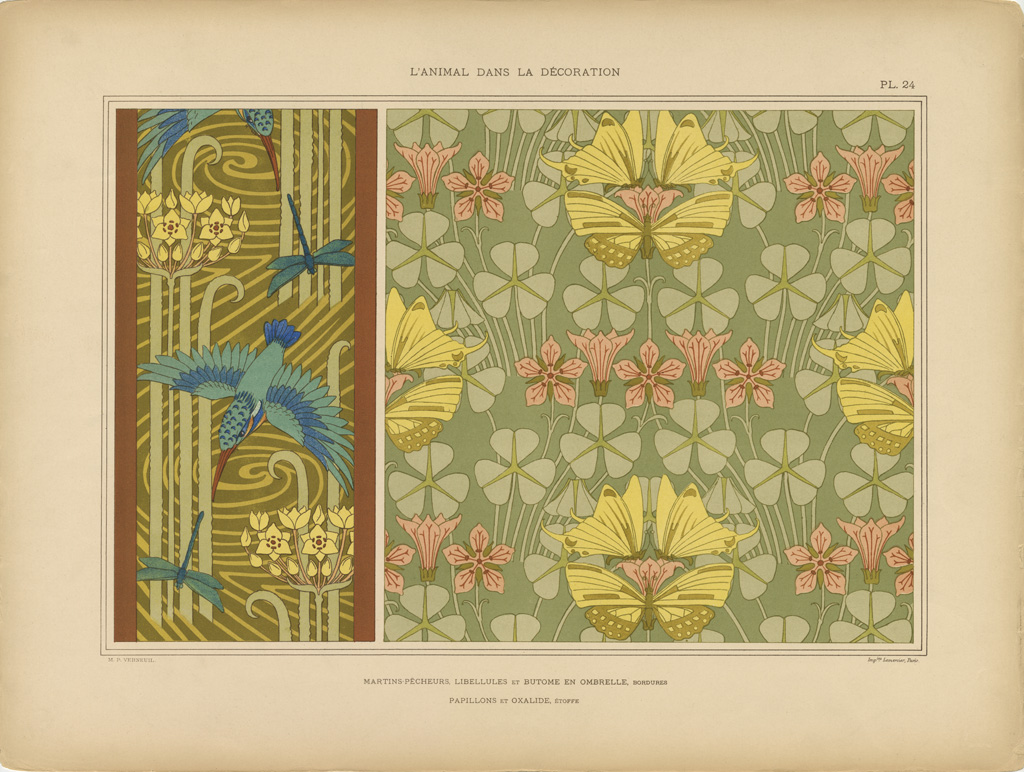
L'animal dans la décoration, planche 24 sur 60, par M.P. Verneuil et Eugène Grasset, 1897.
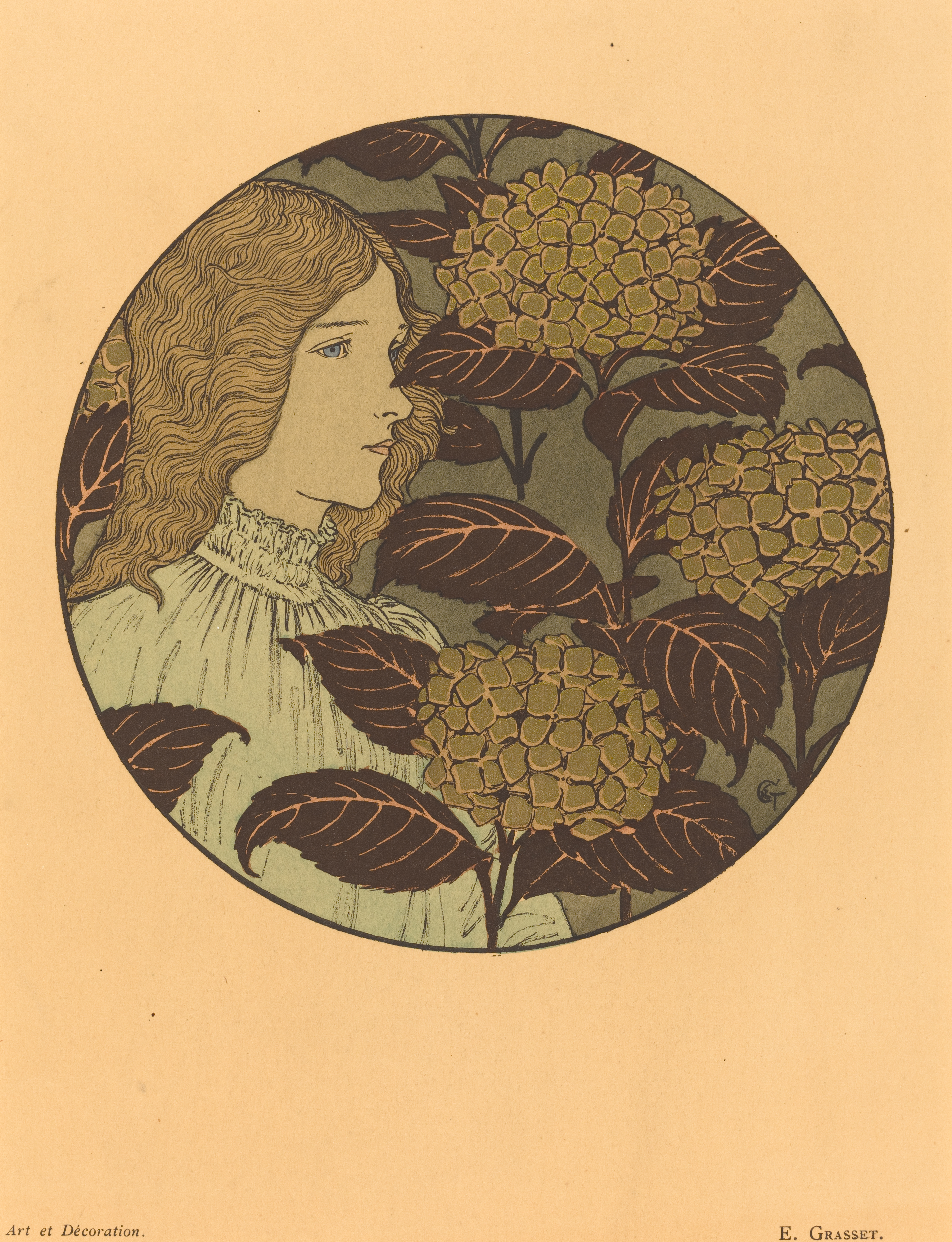
Estampe Froideur parue dans Art & Décoration (1899)
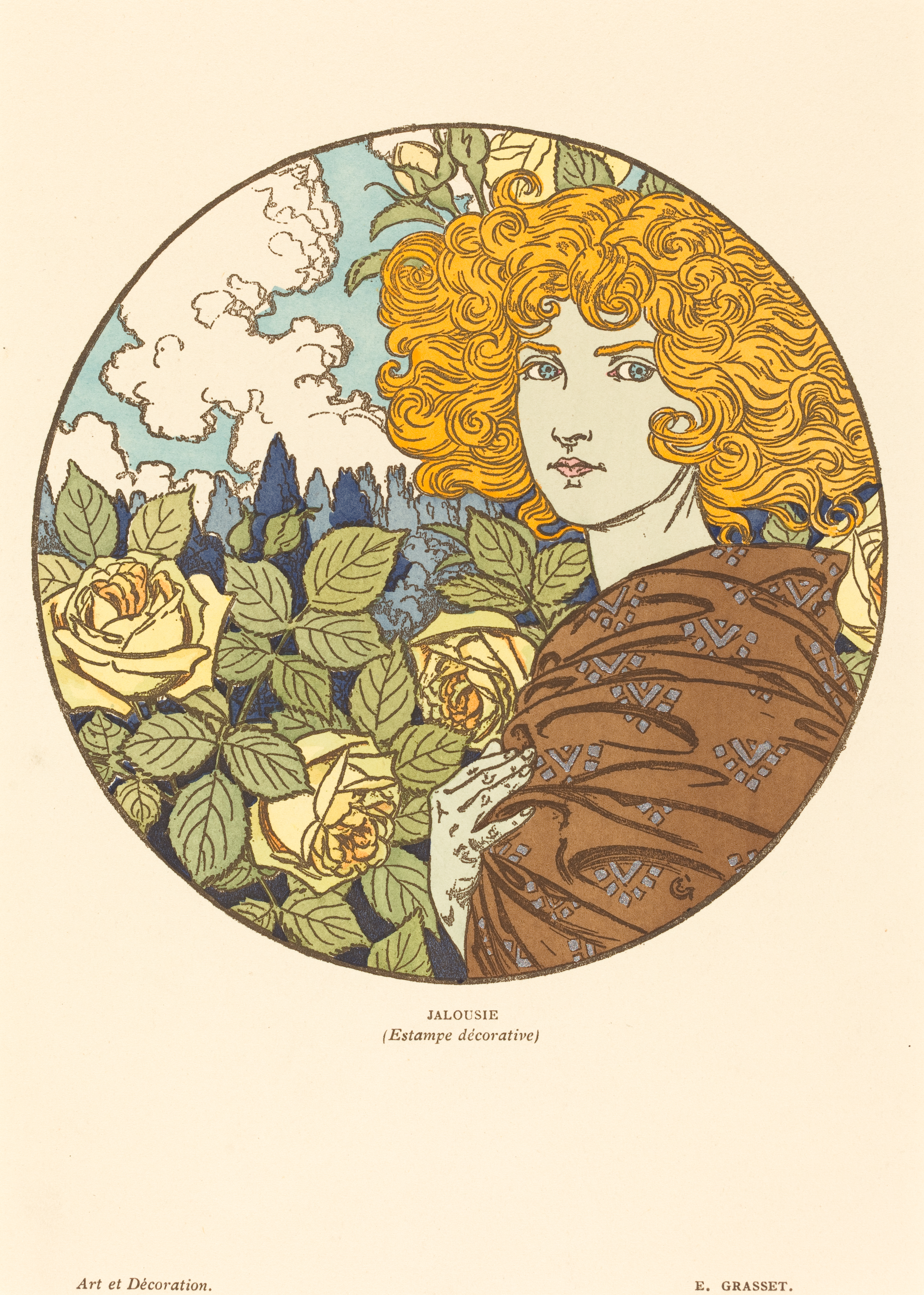
Estampe Jalousie parue dans Art & Décoration (1899)
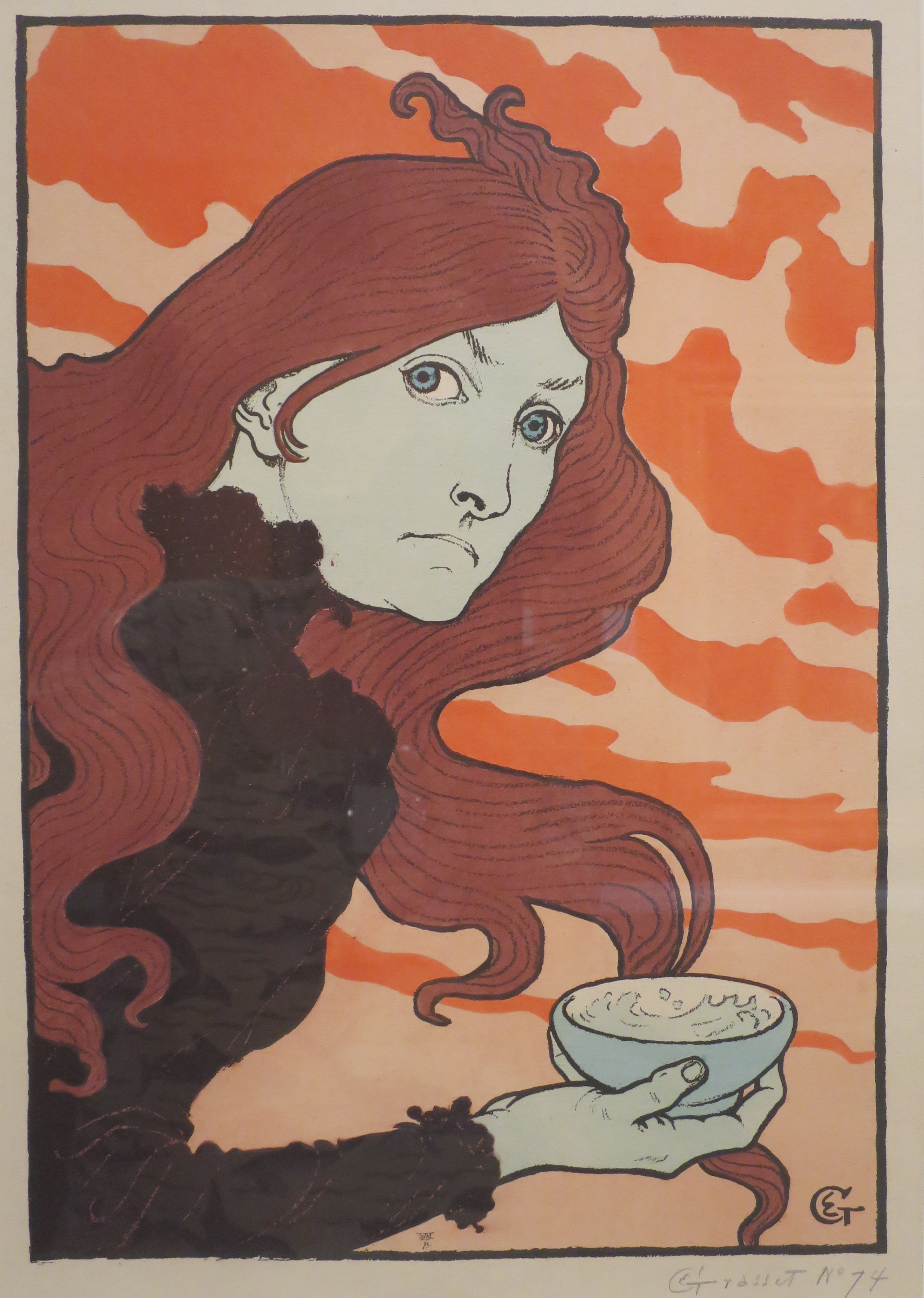
La Vitrioleuse pour L'Estampe moderne (1899)
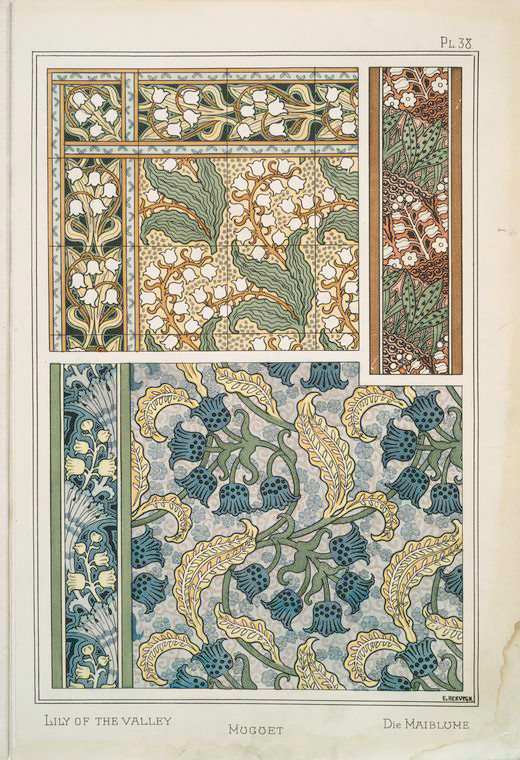
Le muguet (1896) - pl. 38
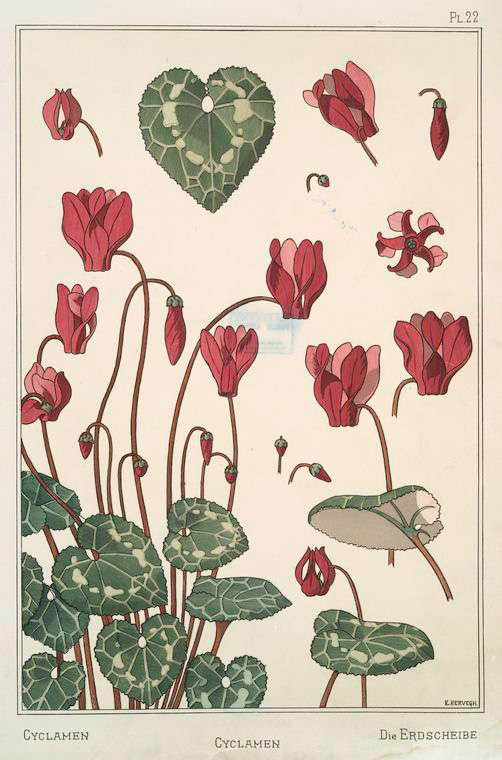
Le cyclamen (1896) - pl. 22
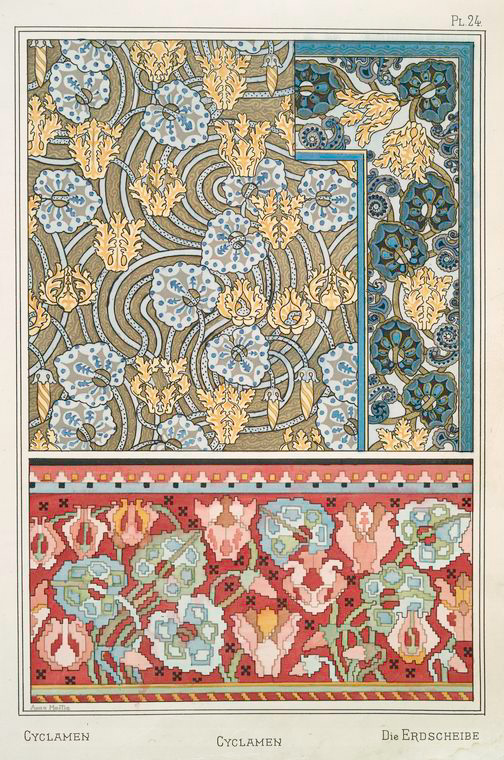
Le cyclamen (1896) - pl. 24
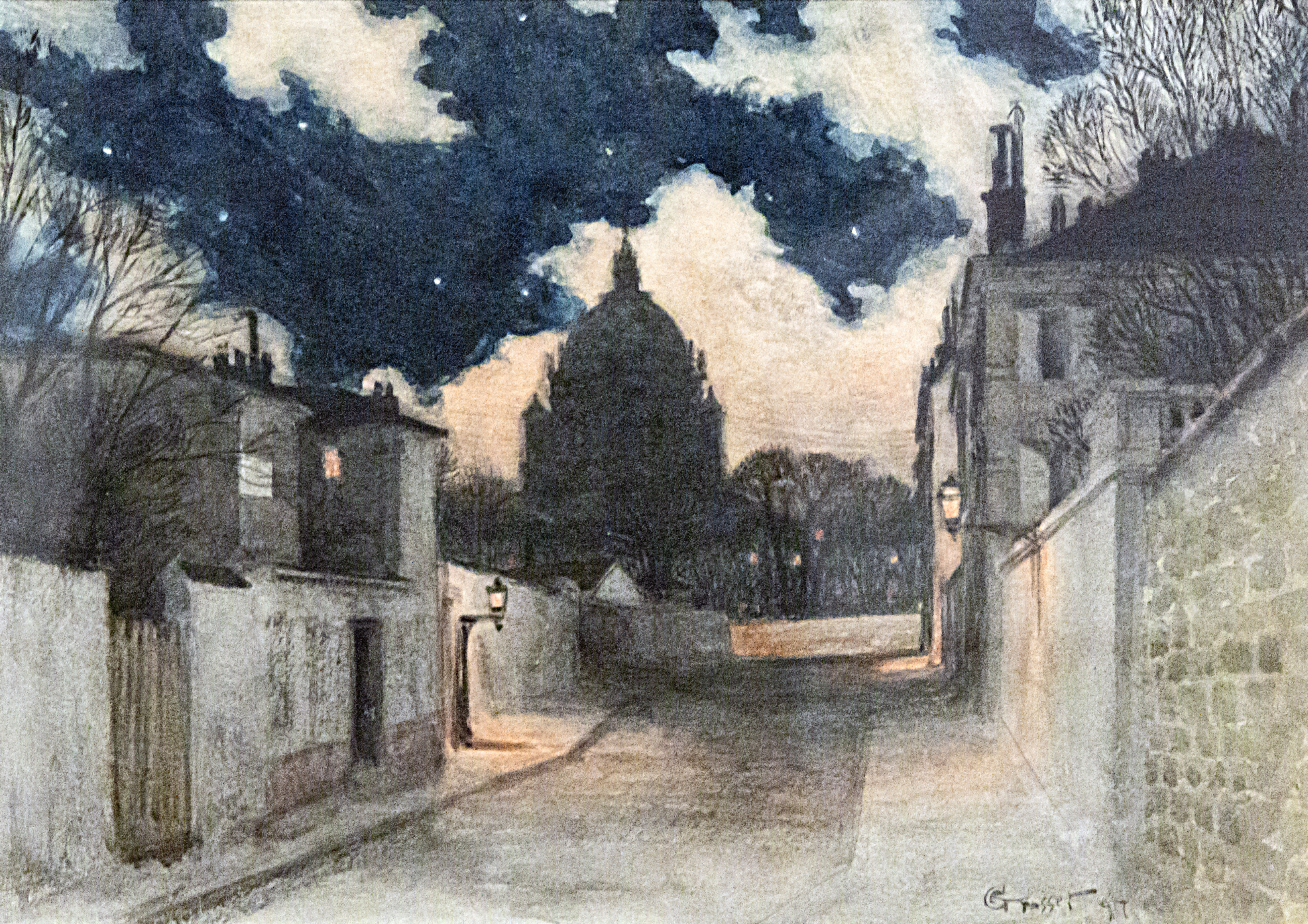
Nuit étoilée à Montmartre (1897) Aquarelle sur papier.

### Les mois en 1896, illustrations pour calendrier

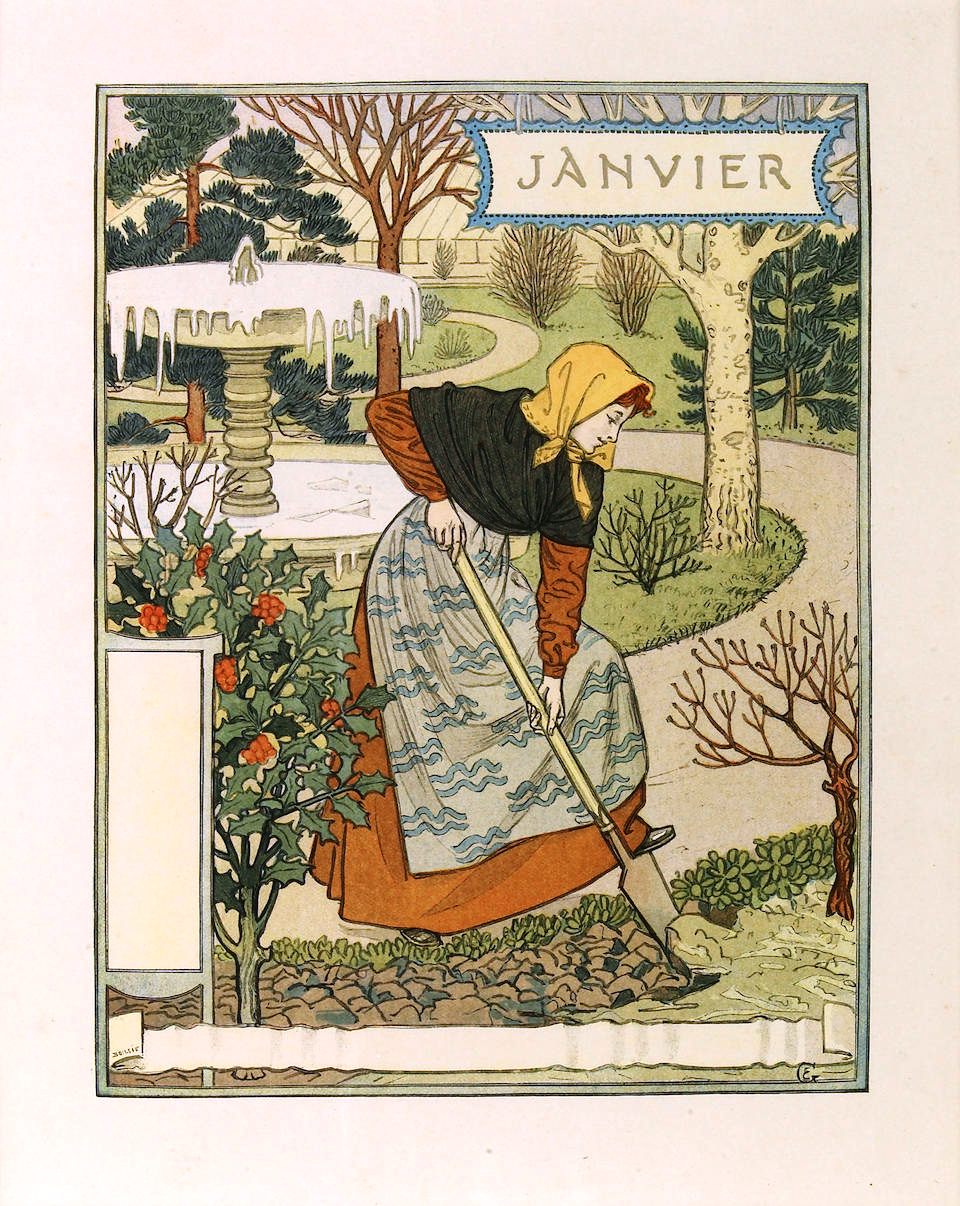
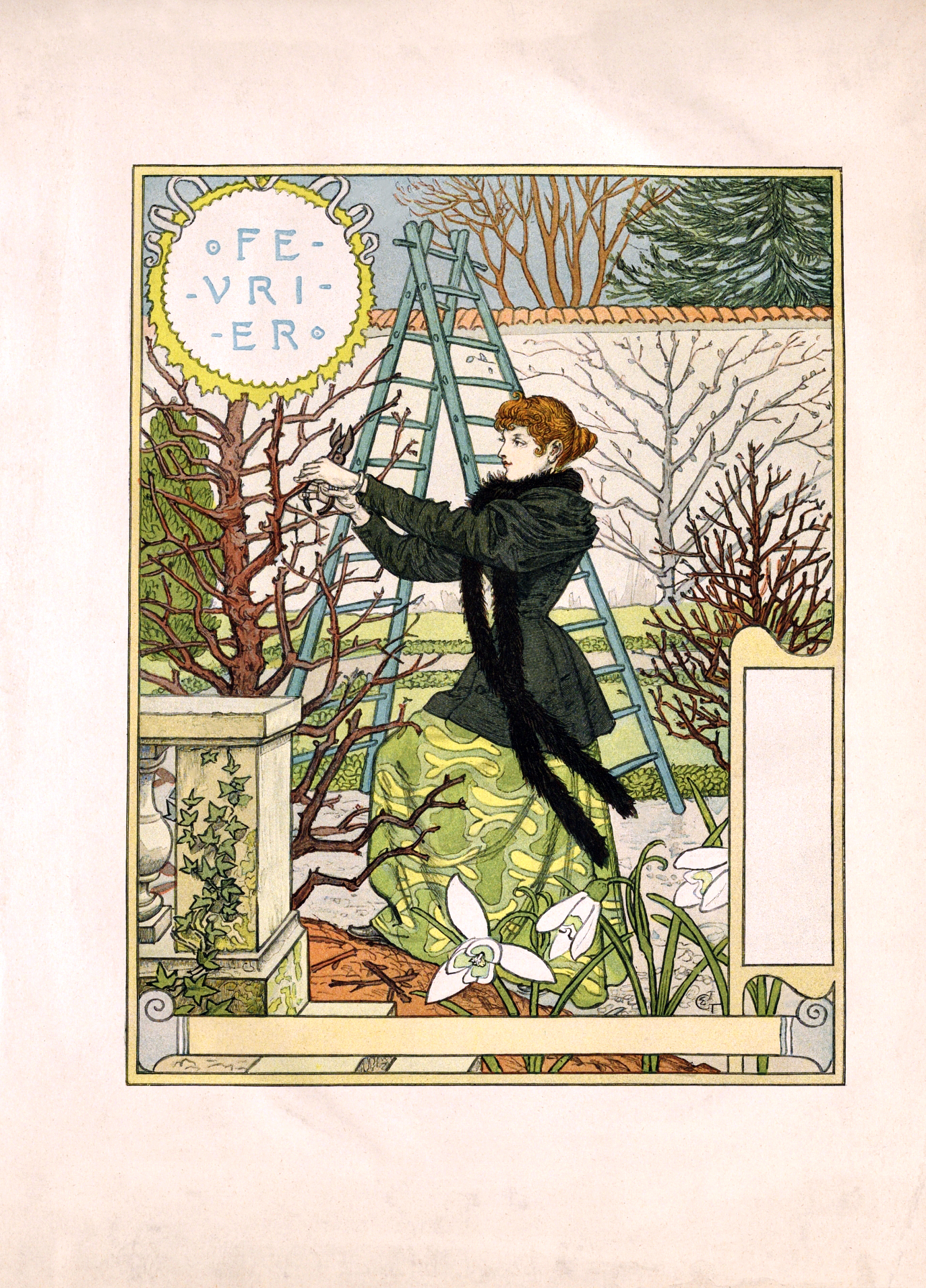
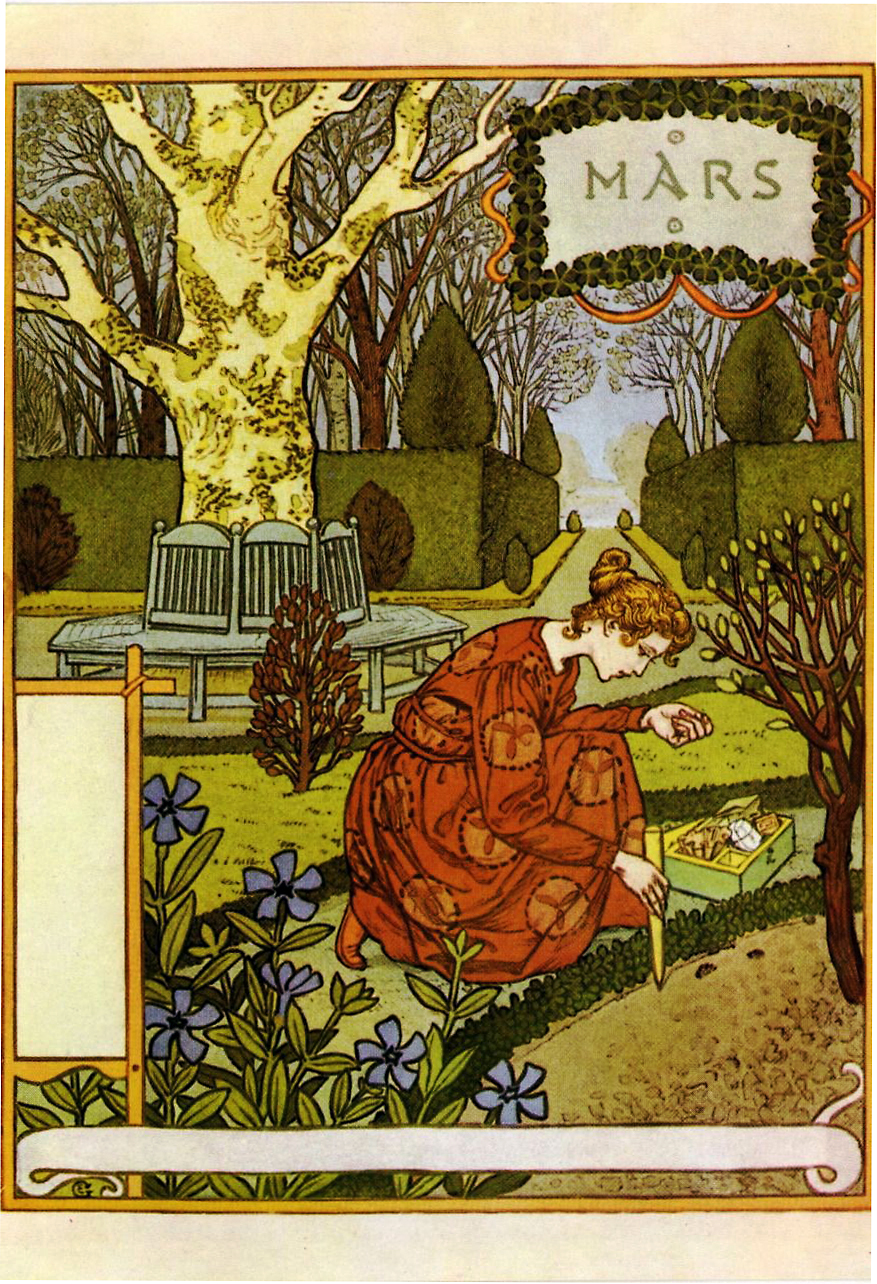
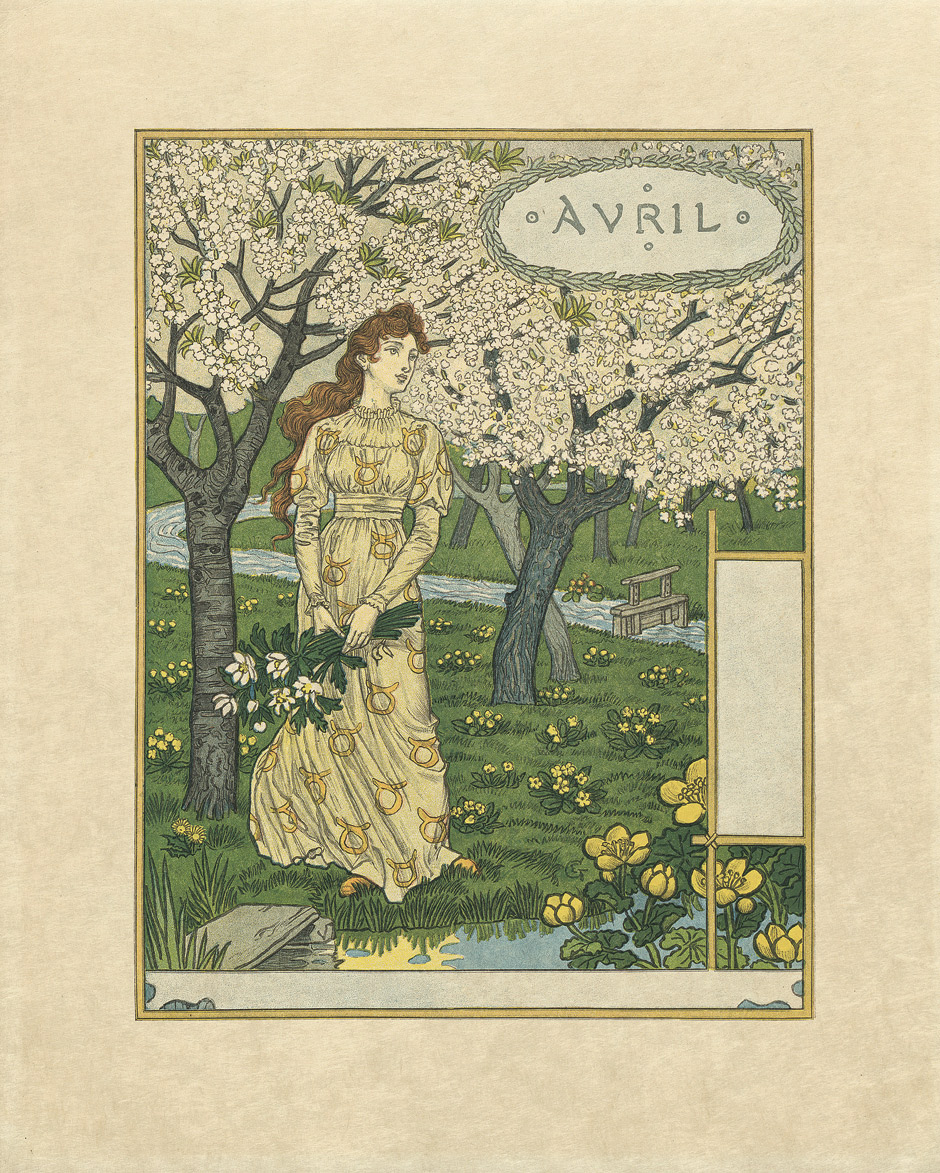
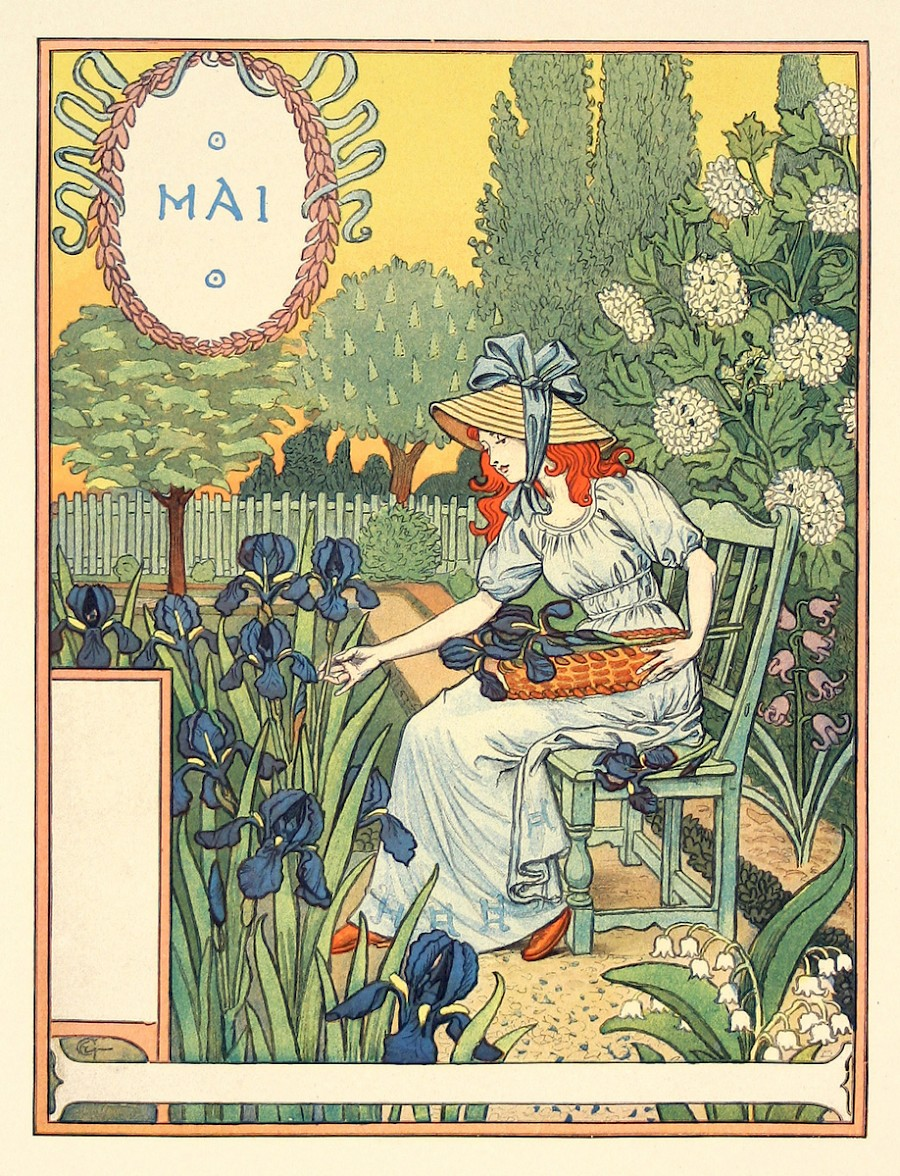
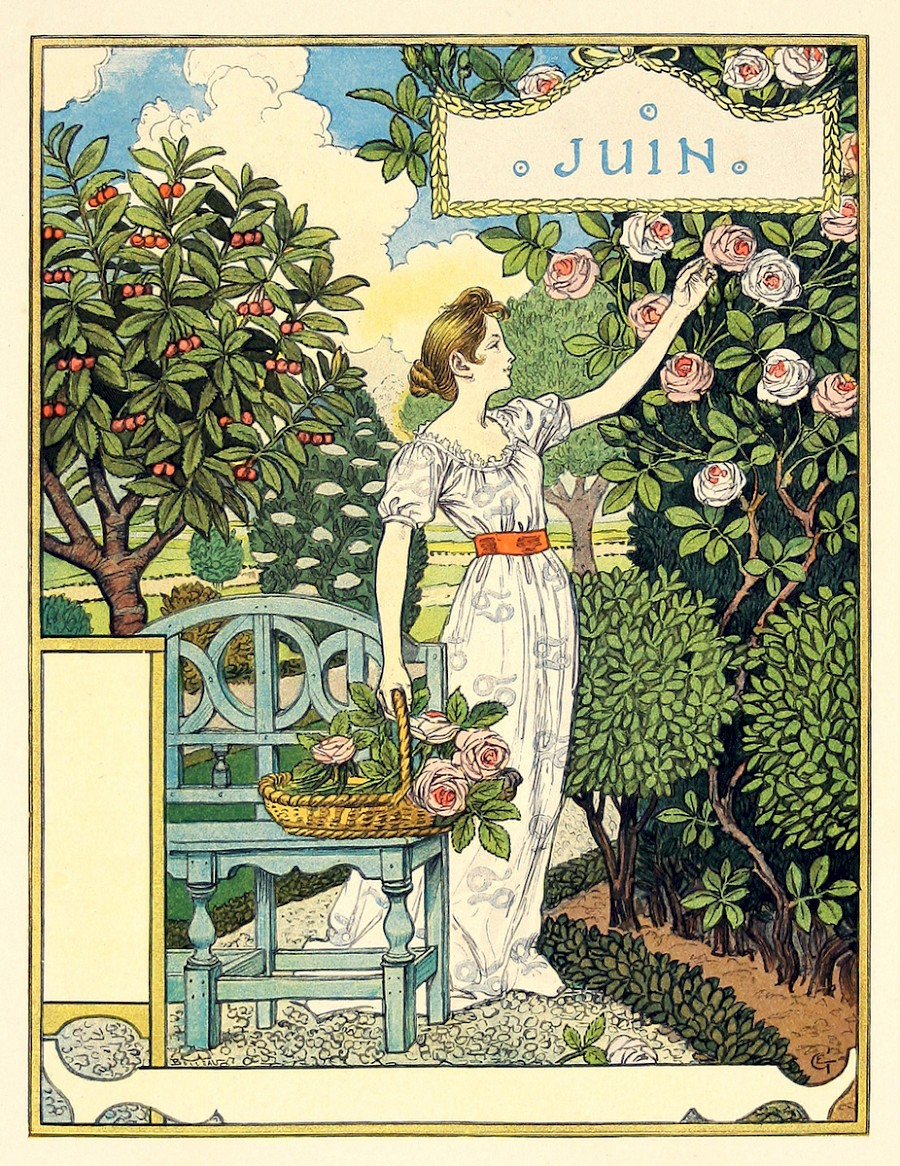
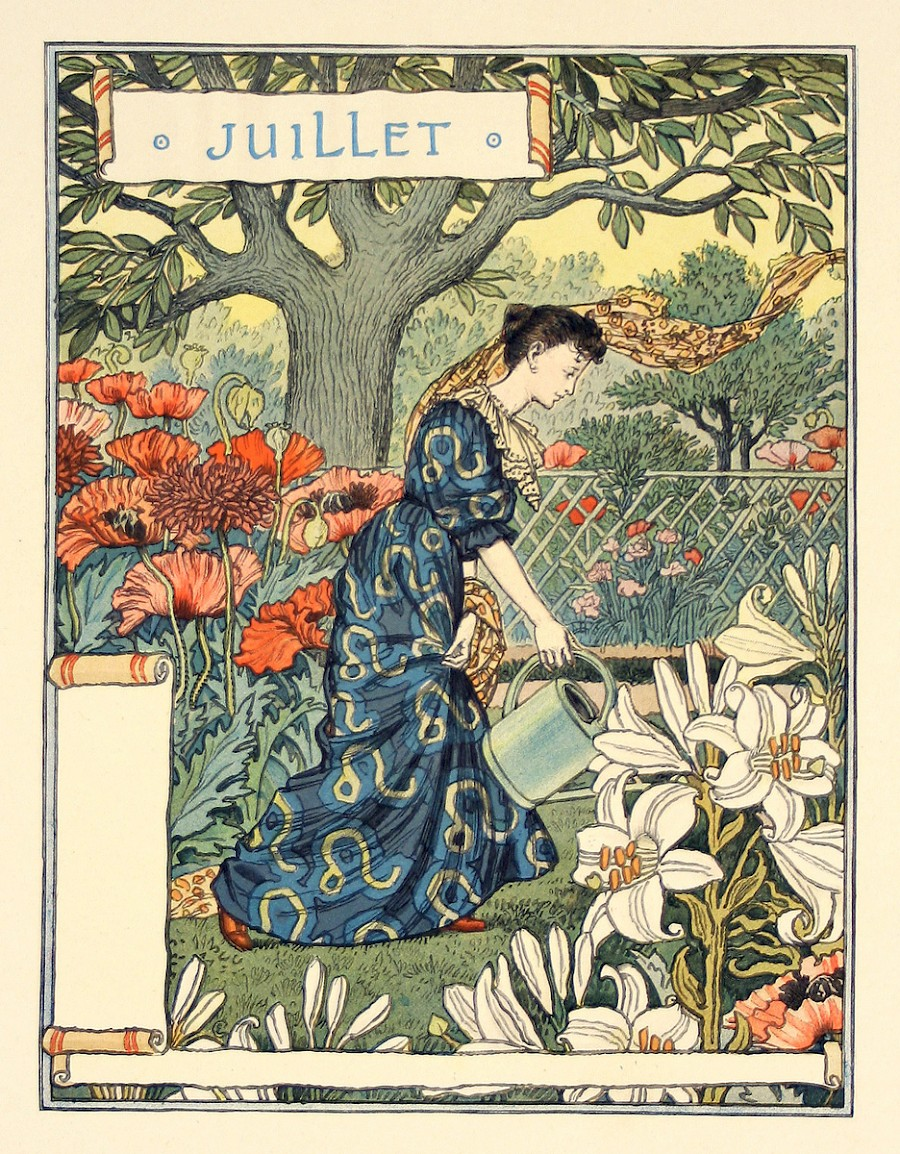
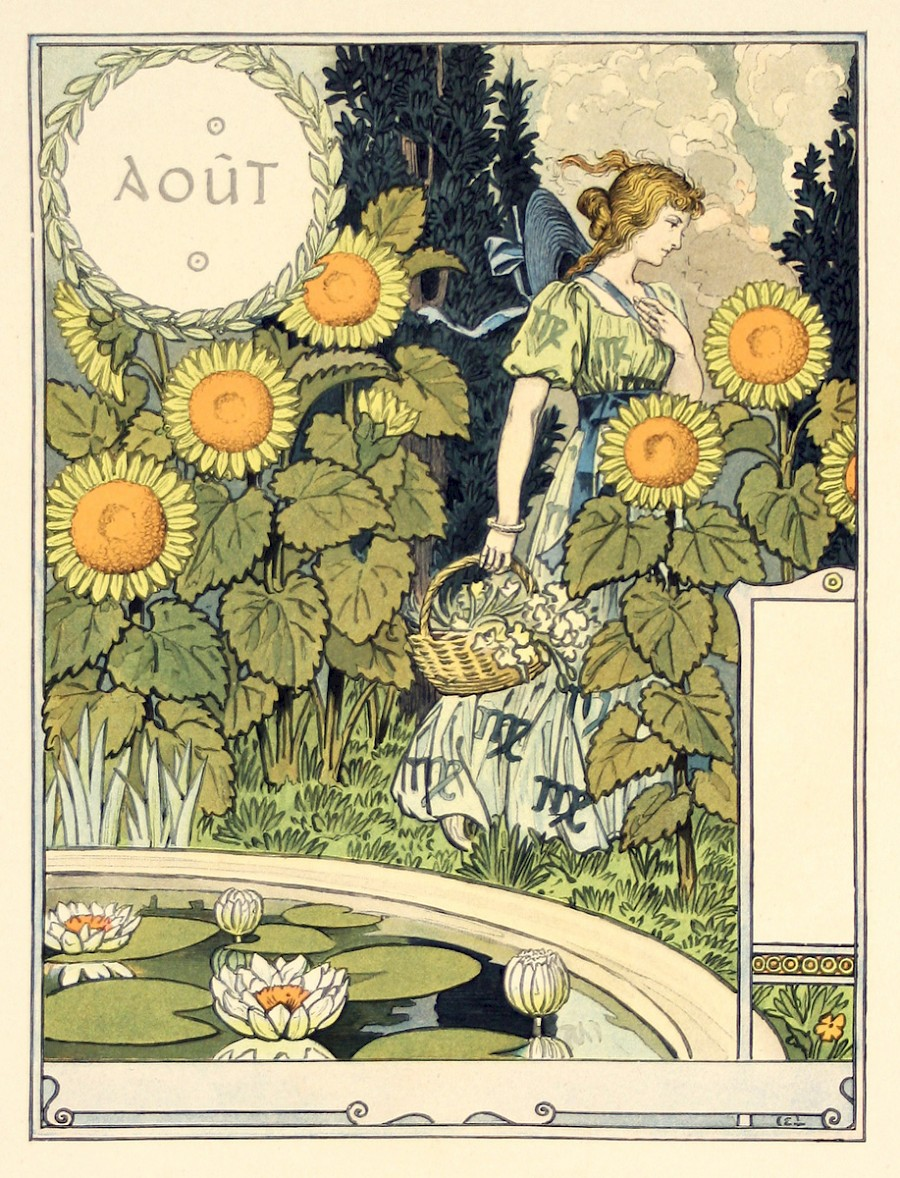
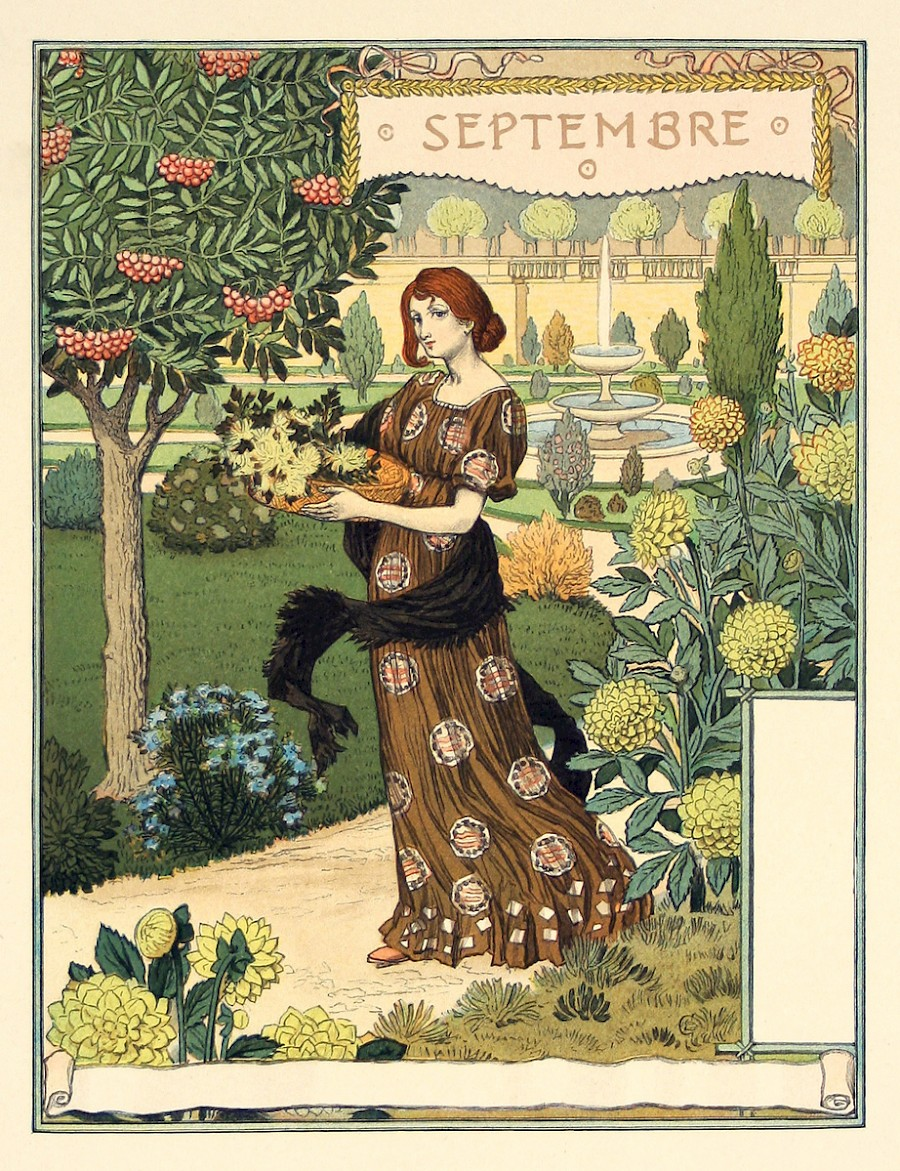
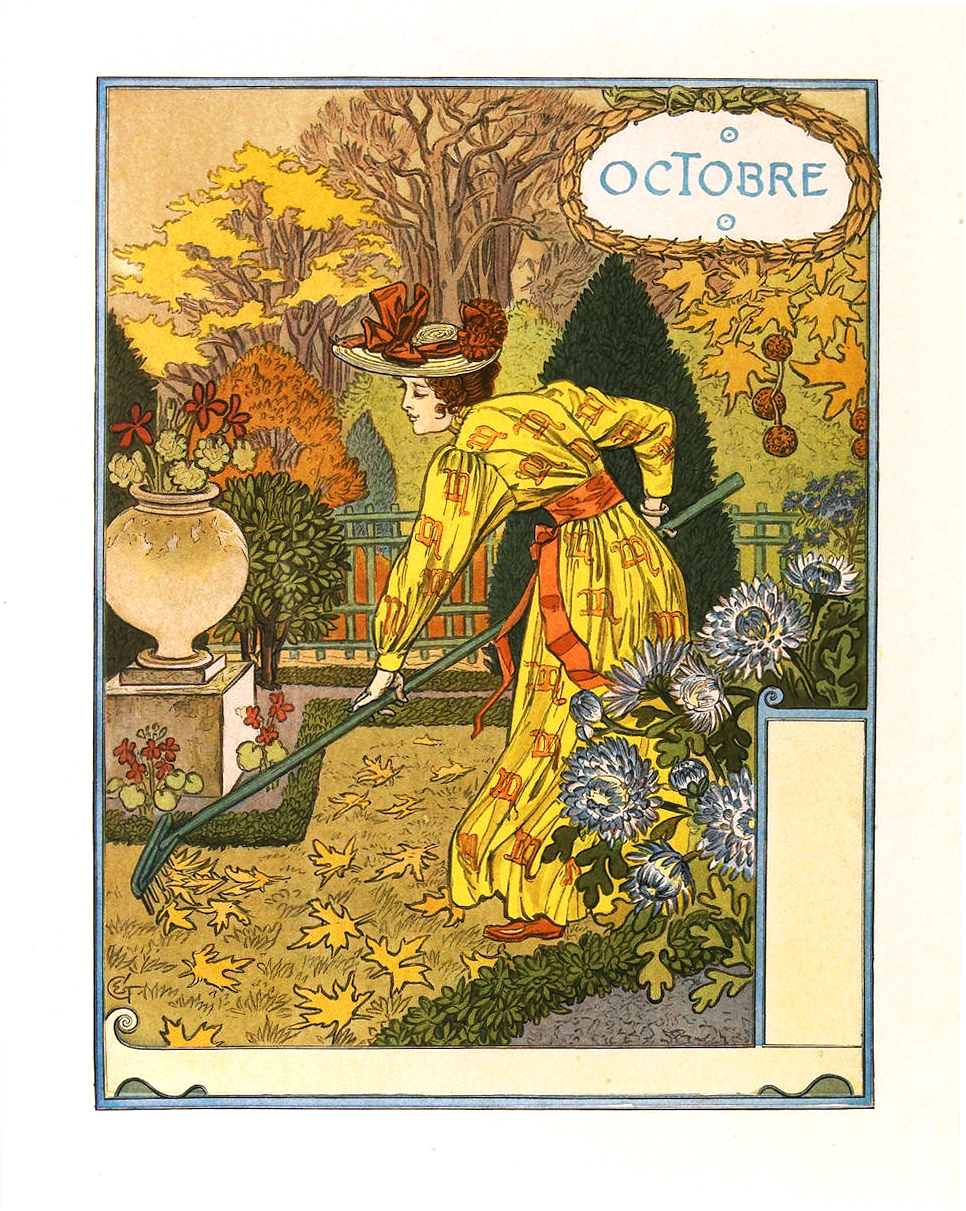
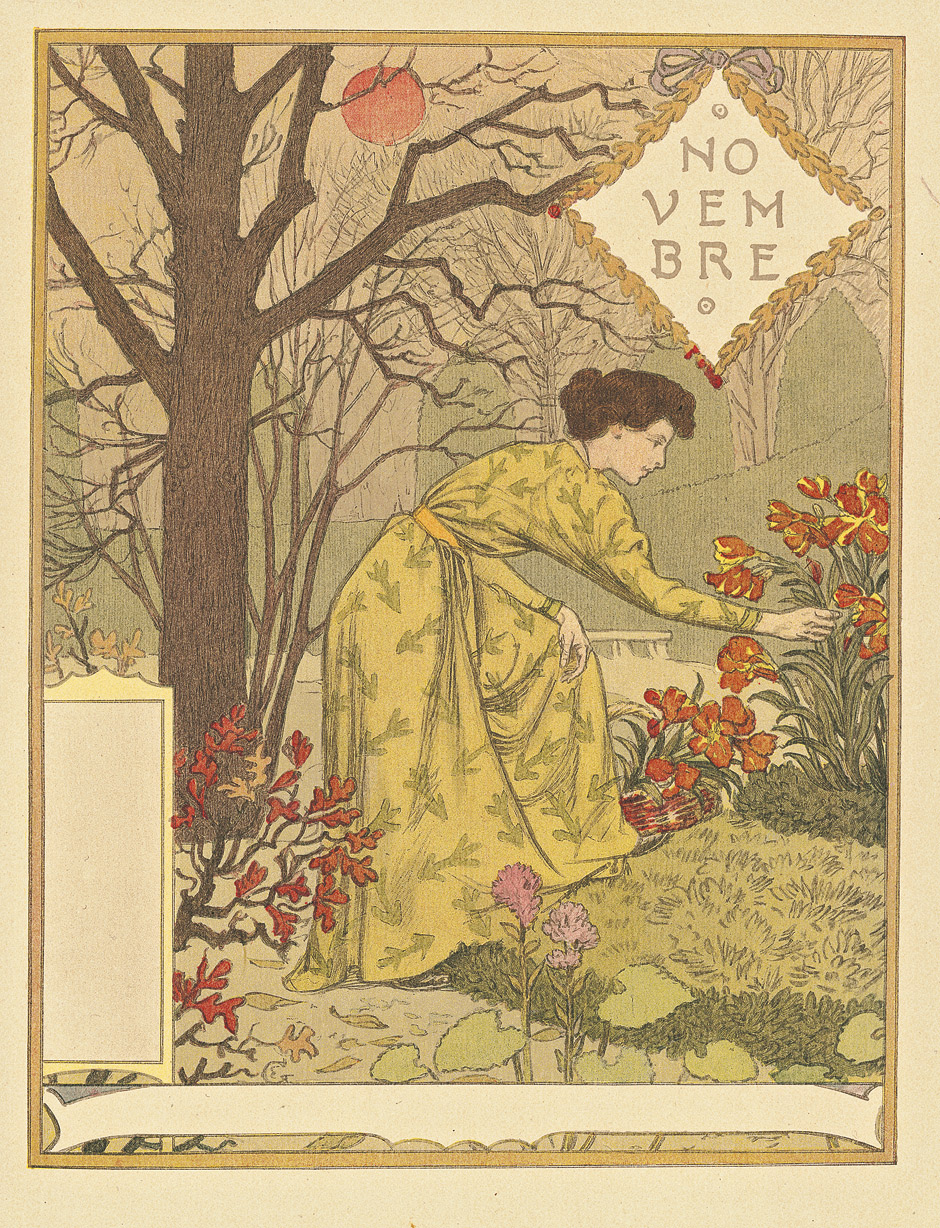
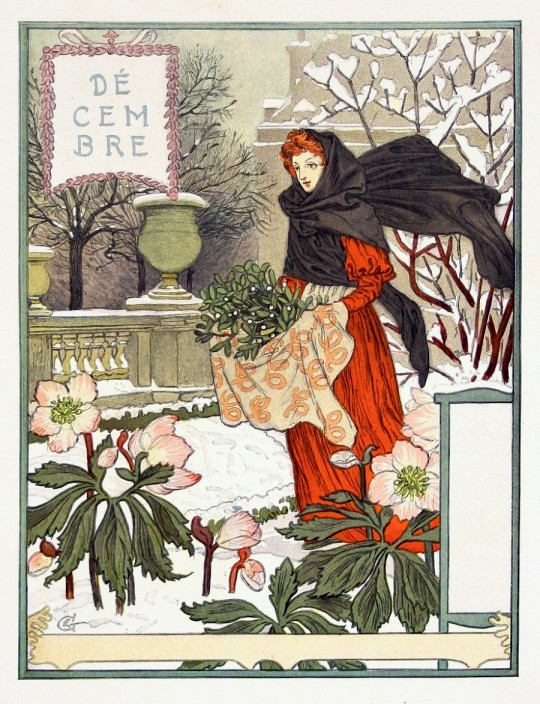

### Publicités

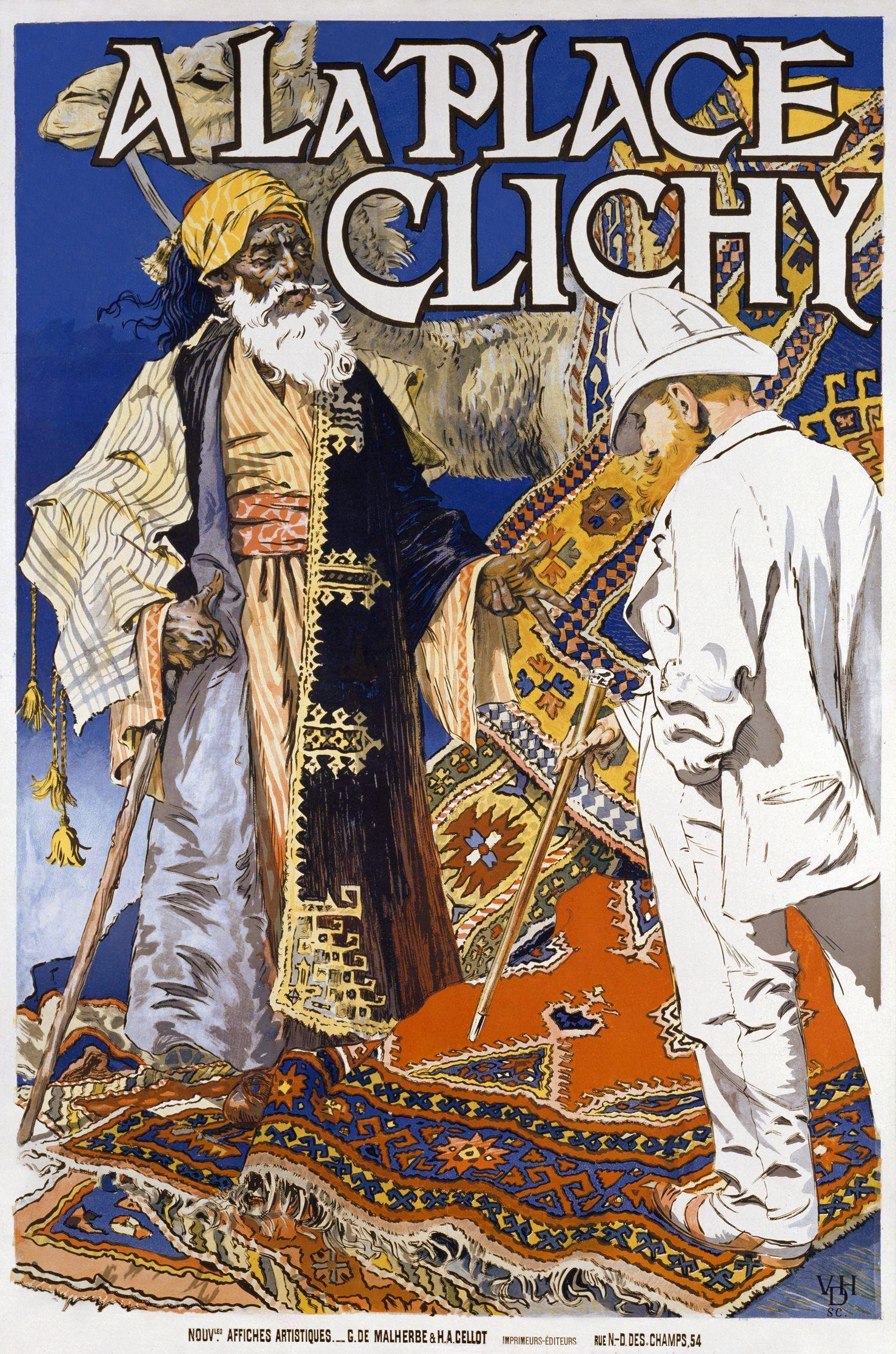
À la place Clichy, affiche pour le Magasin de nouveautés (1891).
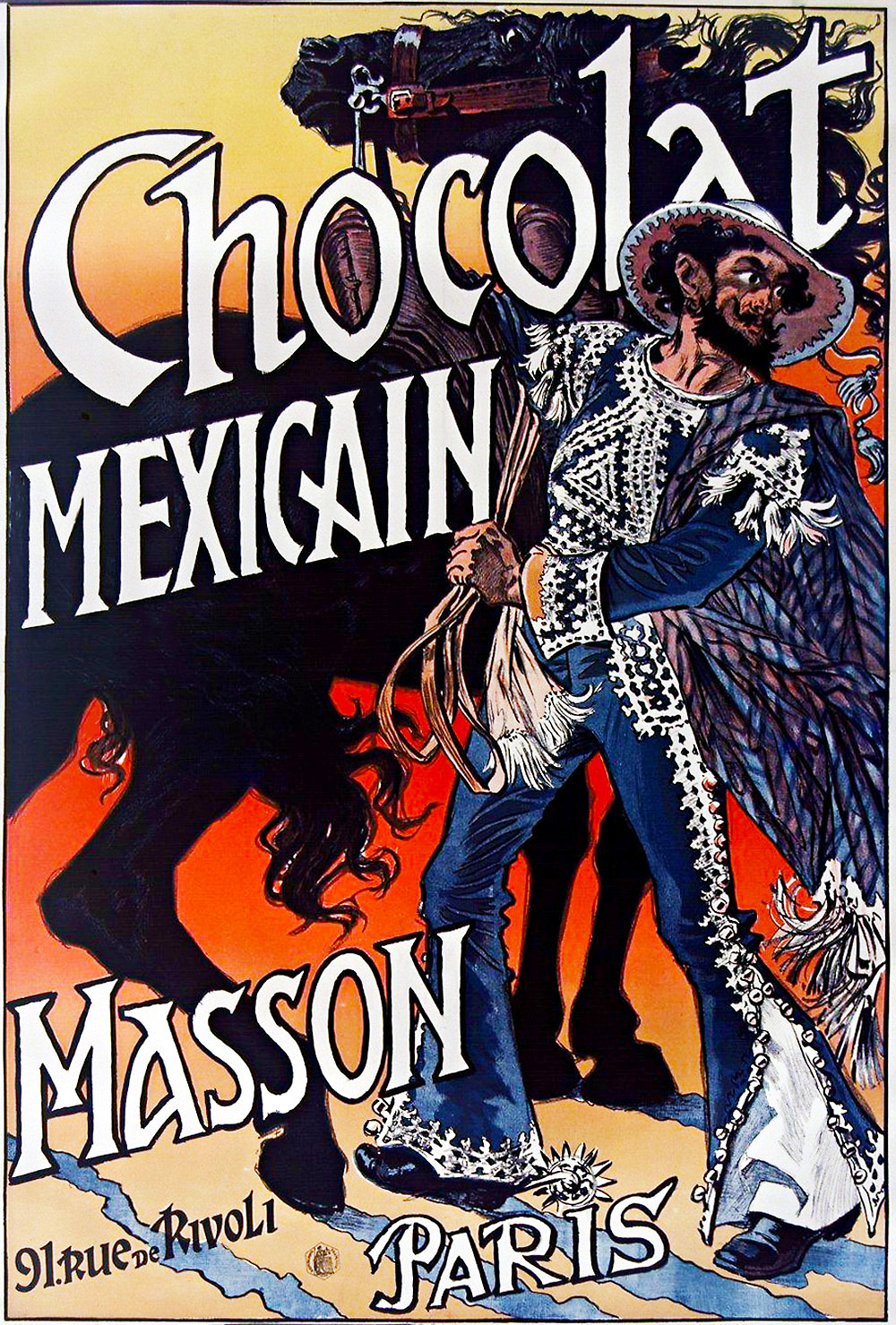
Chocolat Mexicain pour le chocolatier Masson.
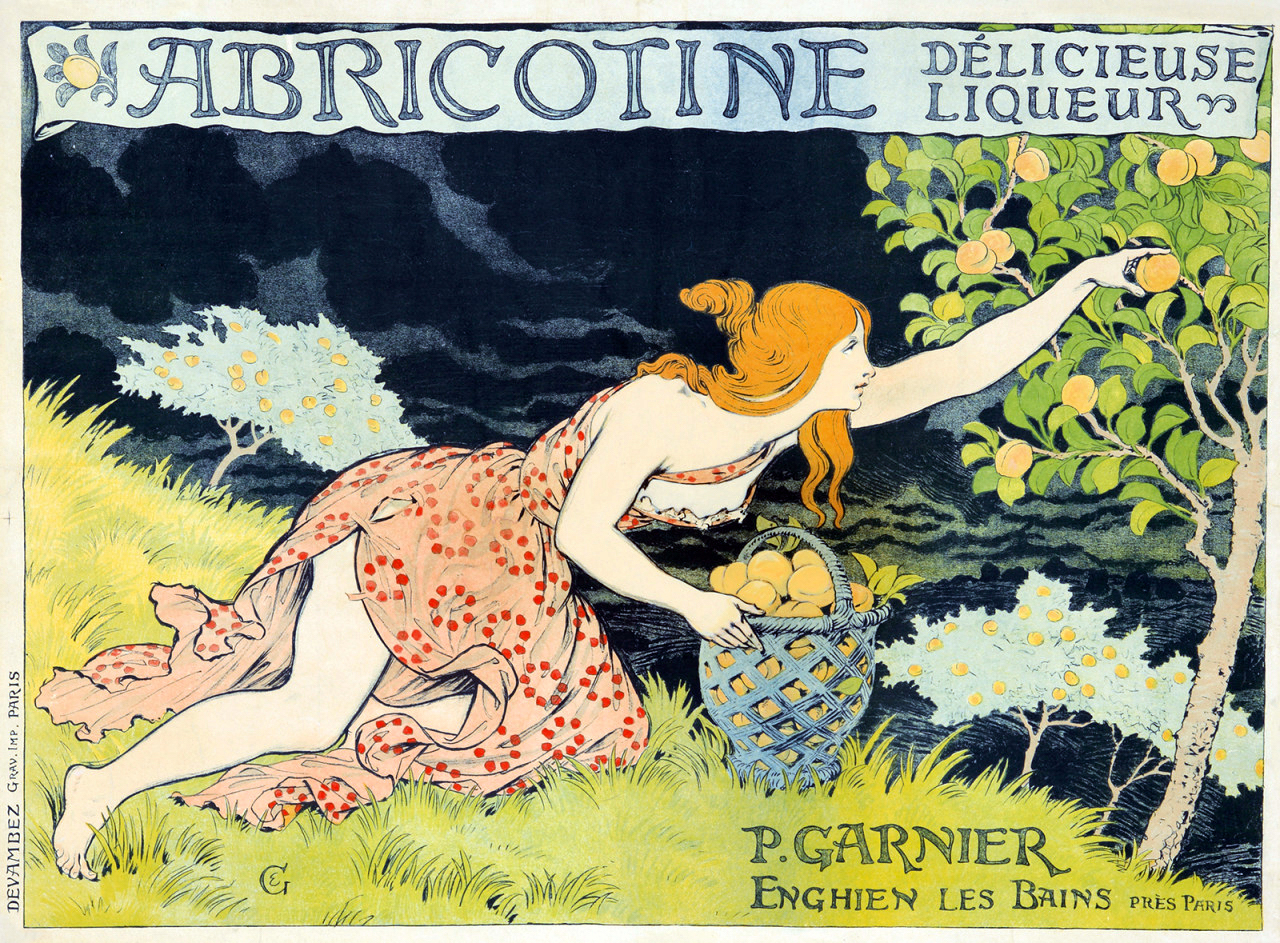
Liqueur Abricotine (1905).
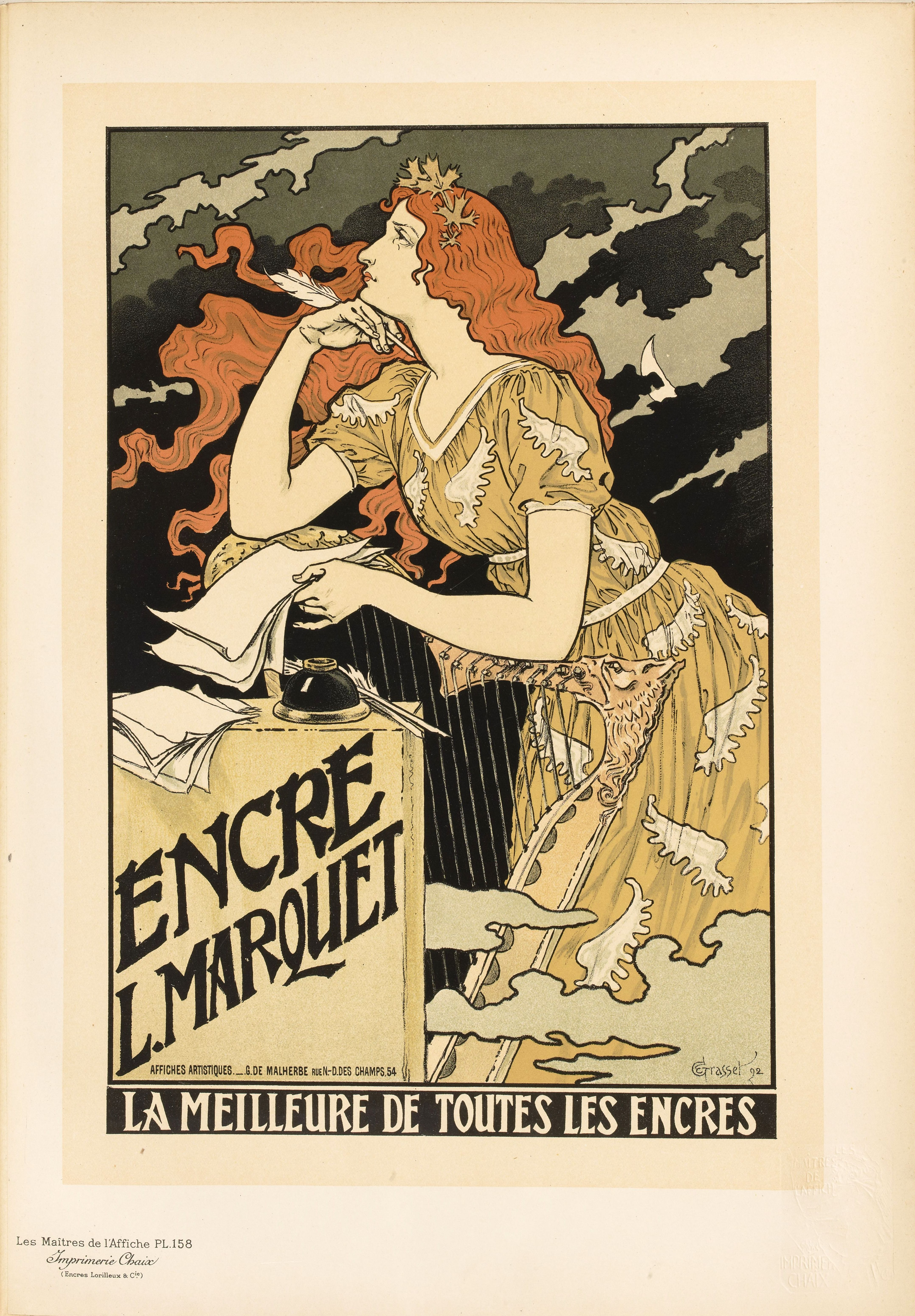
Encre Marquet (1895).

### Modèles de bijoux

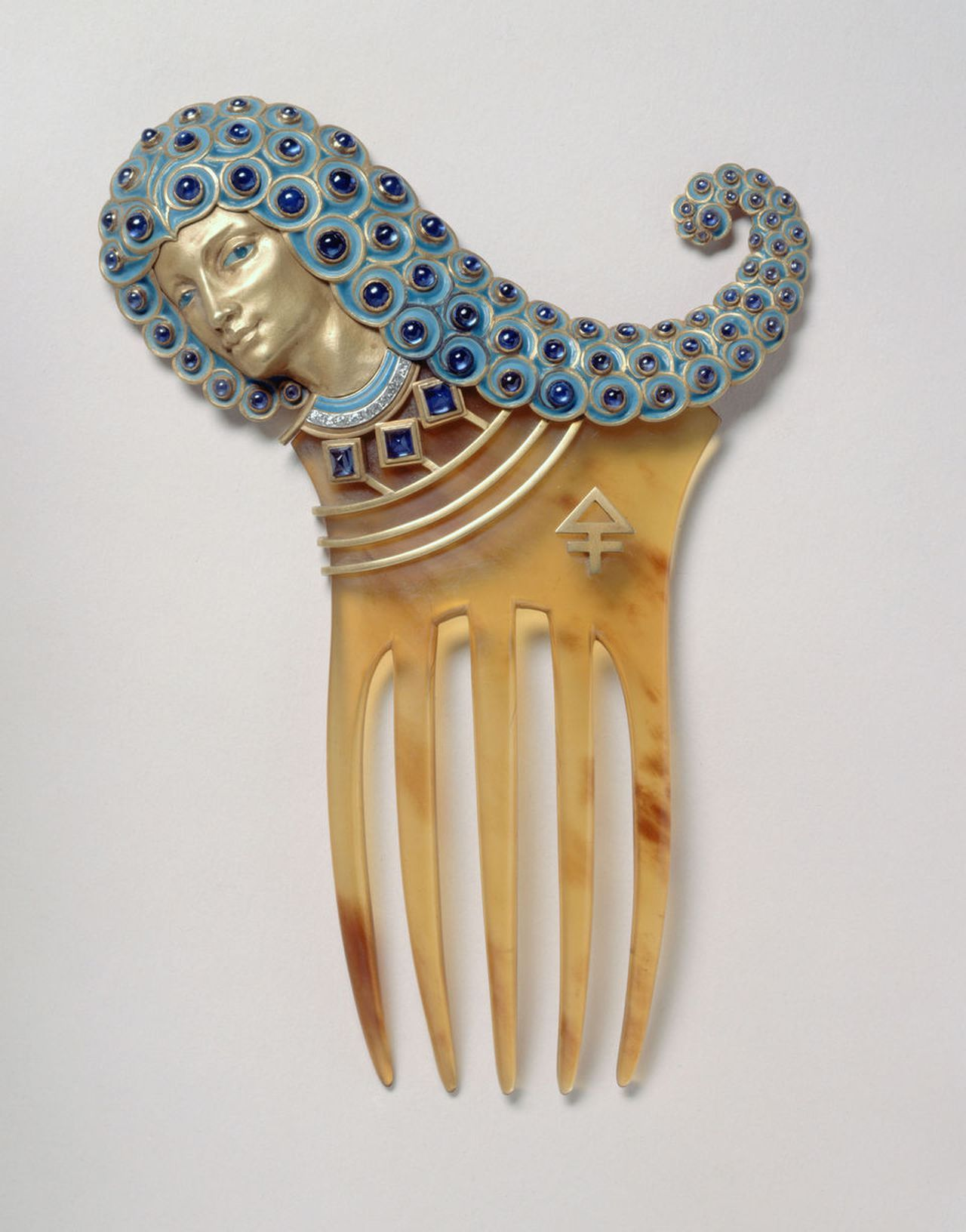
Peigne "Assyrienne" vers 1900, Petit Palais.
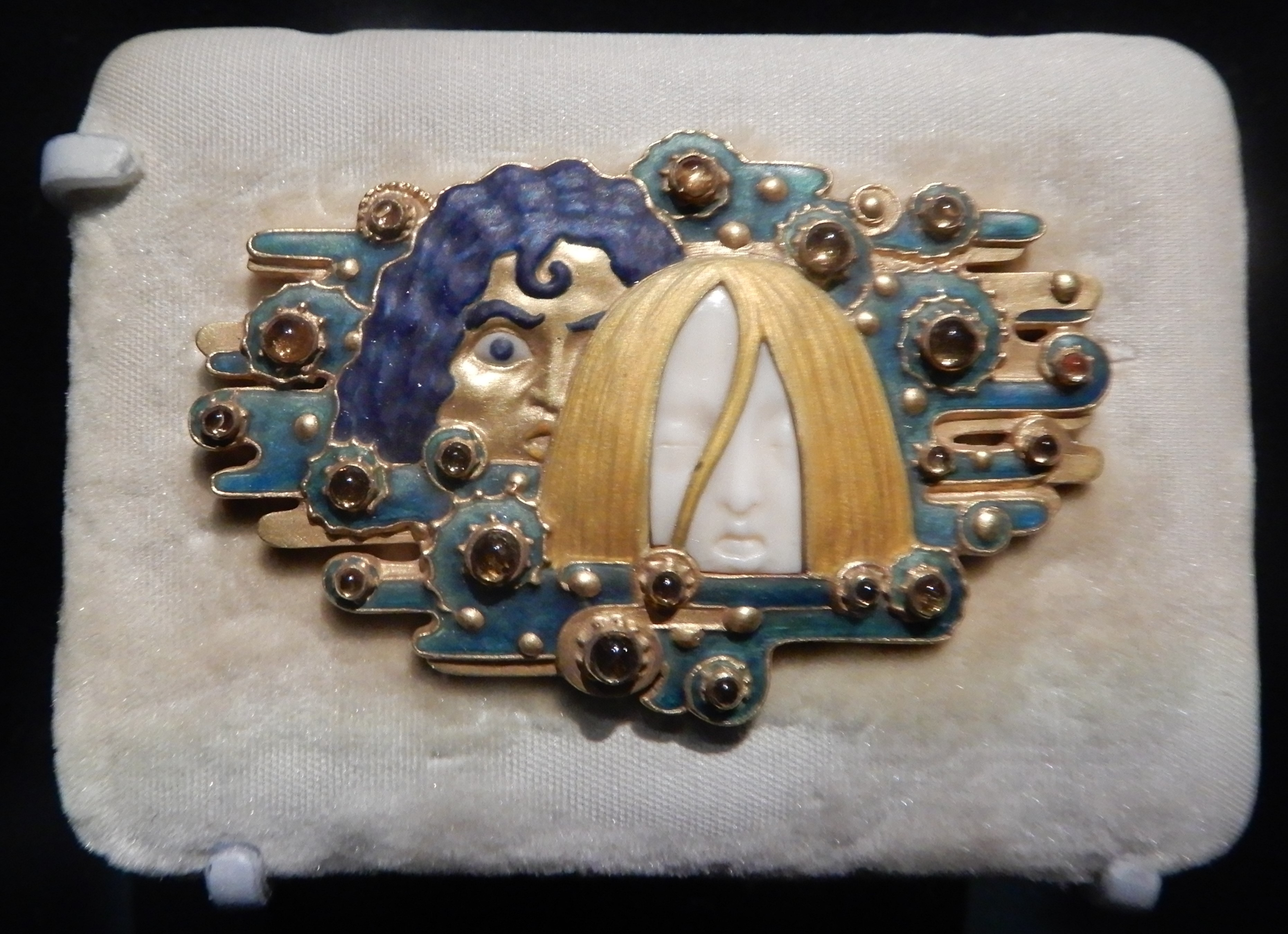
Broche émaillée avec deux visages (1900).
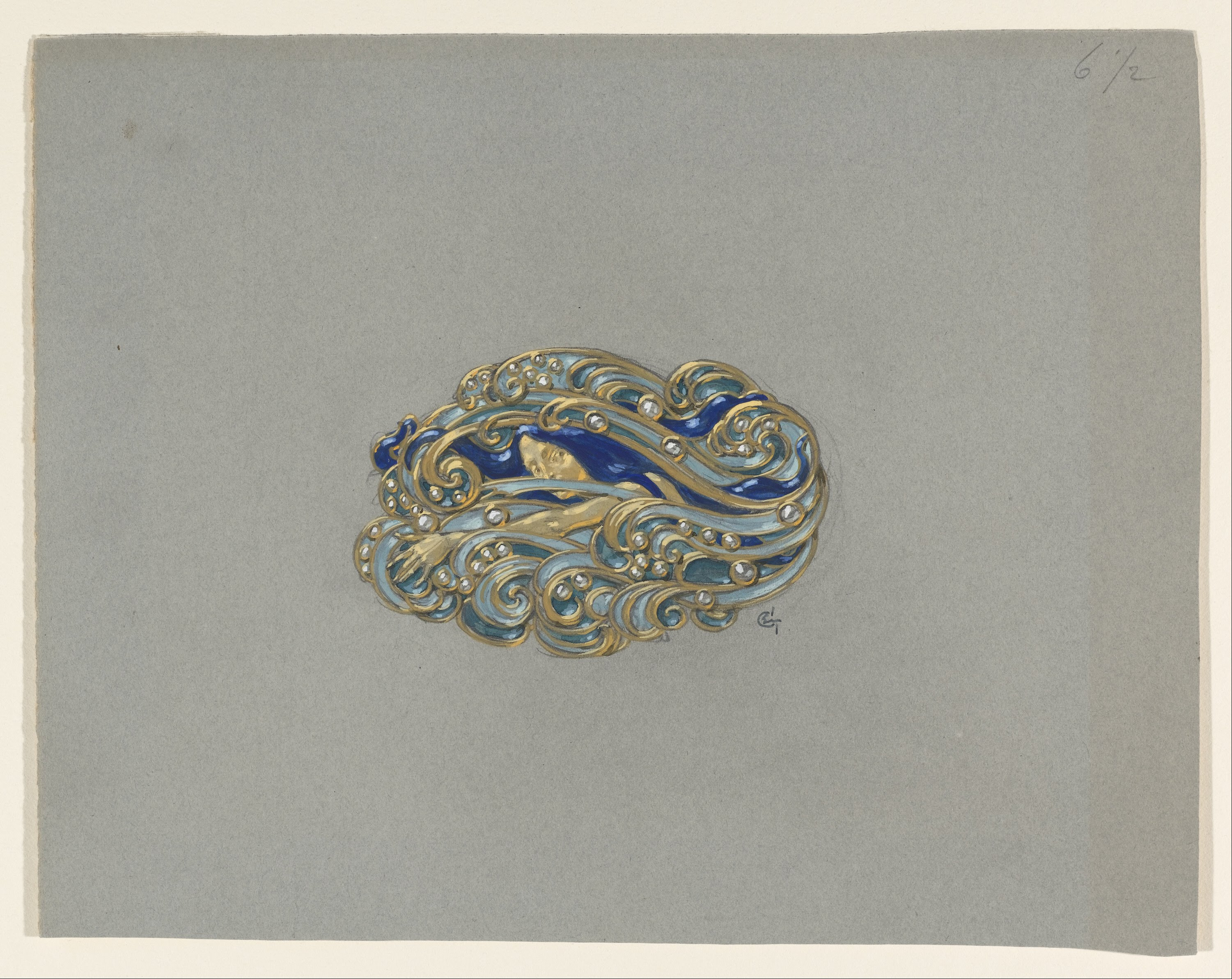
Dessin pour une broche émaillée (1900).
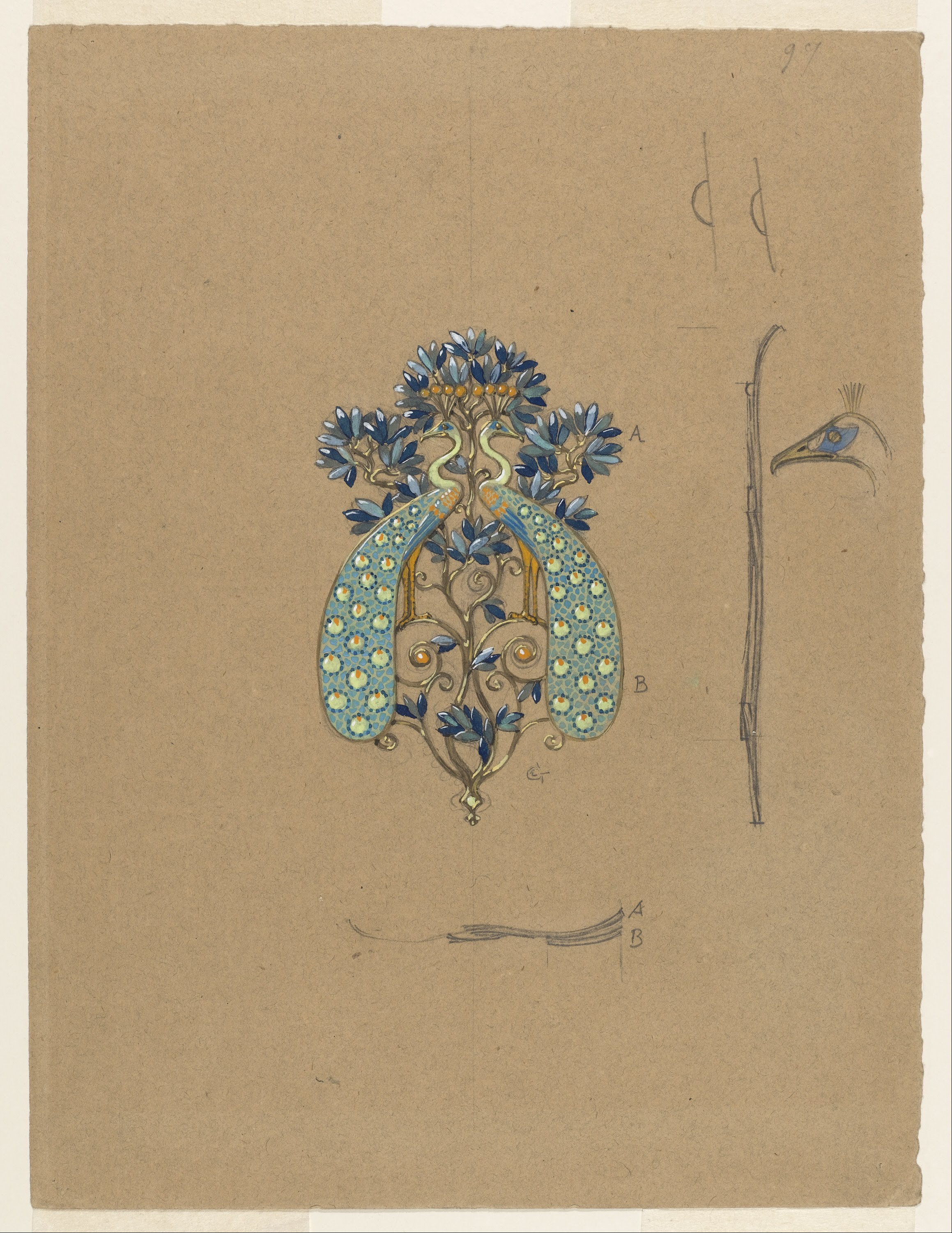
Dessin pour une boucle de ceinture aux deux paons.

### Vitraux

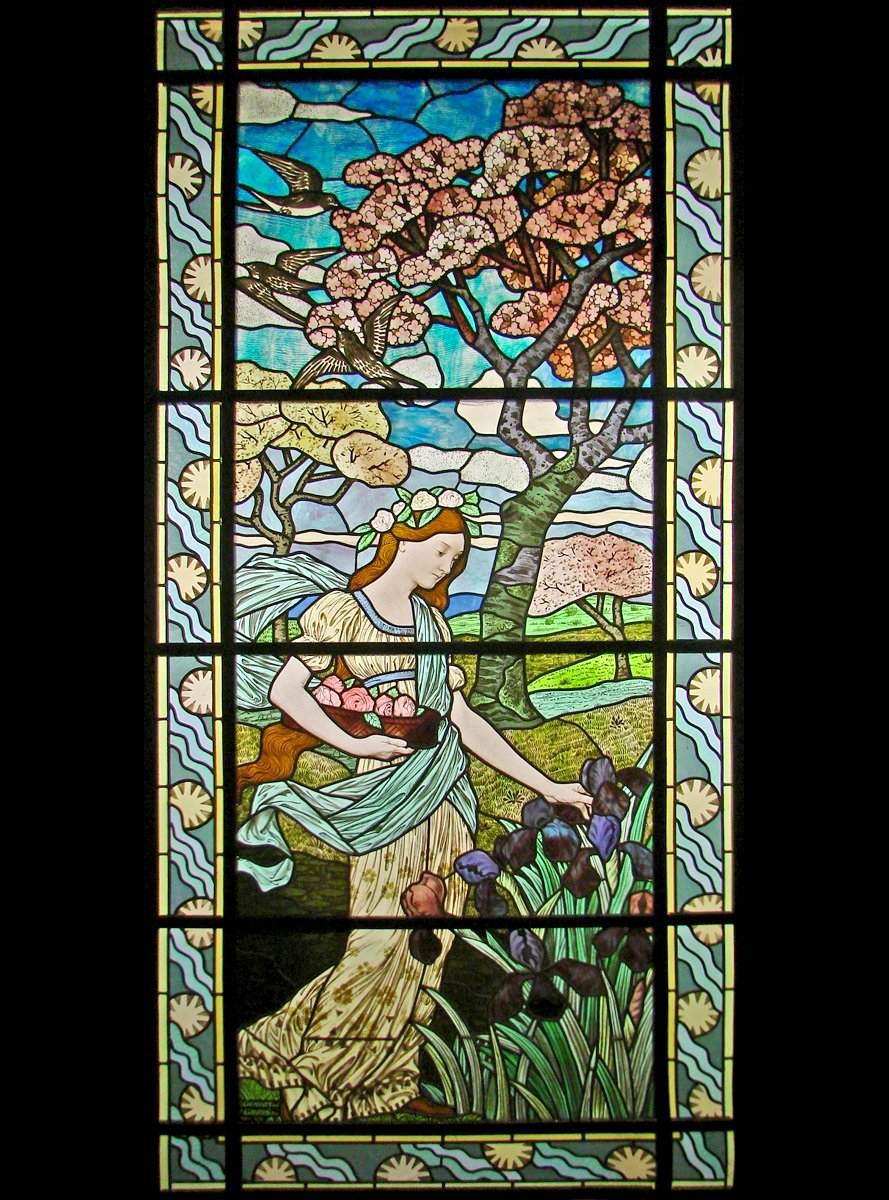
Le Printemps d'Eugène Grasset, réalisé par Félix Gaudin, maître verrier, présenté au Salon de la Section nationale des Beaux-arts à Paris en 1894, dans la section architecture[23].
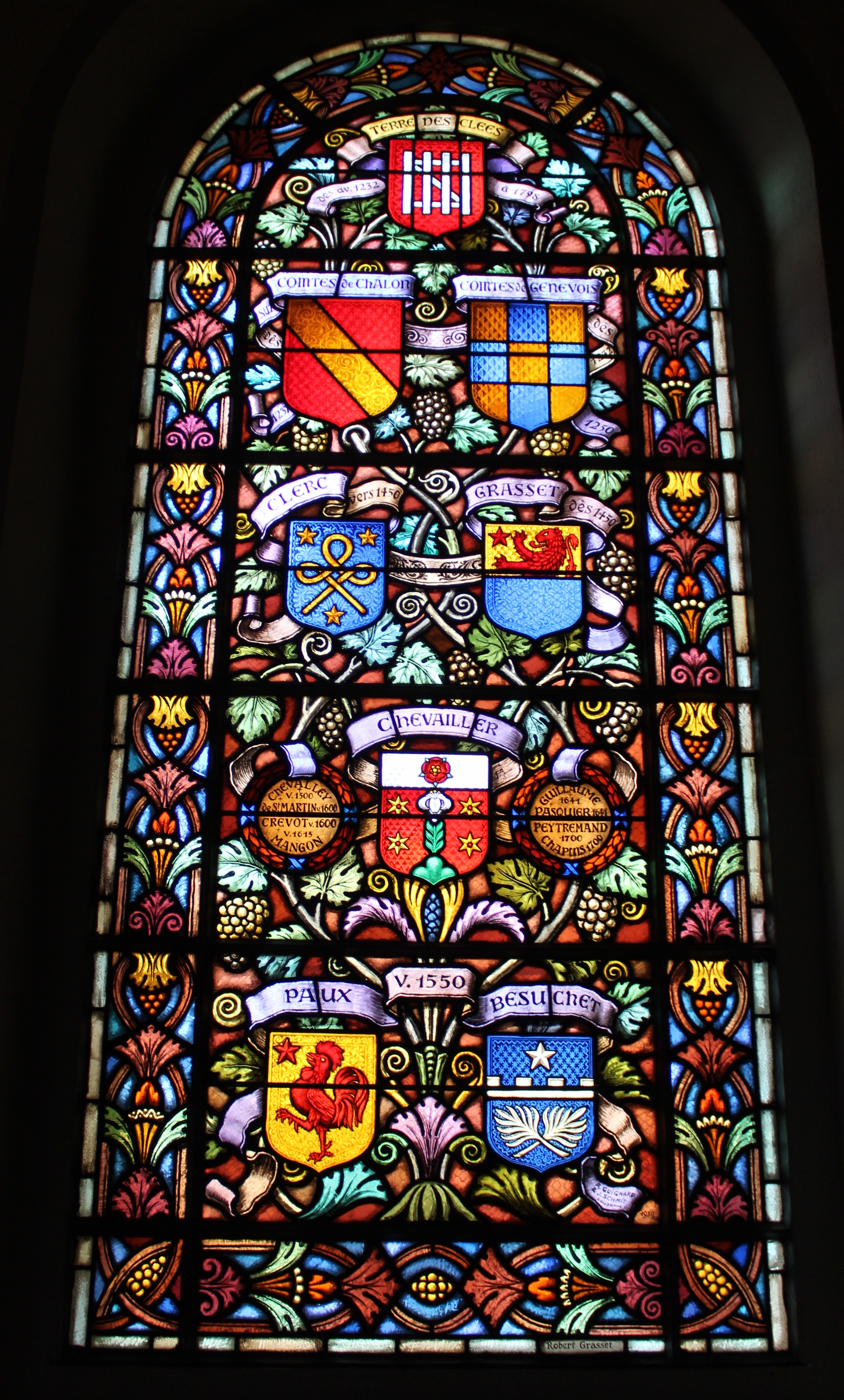
Un des vitraux du temple du village de L'Abergement (Suisse).

### Sources
- « Eugène Grasset », sur la base de données des personnalités vaudoises sur la plateforme « Patrinum » de la Bibliothèque cantonale et universitaire de Lausanne.
- Article Eugène Grasset dans le Dictionnaire historique de la Suisse en ligne.
- Eugène Grasset (1845-1917), Les Arts décoratifs, site officiel
- Anne Murray-Robertson-Bovard, Dictionnaire des illustrateurs (1800-1914)
- Patrie suisse, 1895, no 45, p. 133
- Photographie Isnard, Vevey Patrie suisse, 1917, no 632, p. 289-291